# Real Alcázar de Sevilla
El Real Alcázar de Sevilla es un conjunto palaciego amurallado construido en diferentes etapas históricas. El palacio original se edificó en la Alta Edad Media. Se conservan algunos vestigios de arte islámico y, de la etapa posterior a la conquista castellana, un espacio palaciego mudéjar y otro de estilo gótico. En reformas posteriores se añadieron elementos renacentistas, manieristas y barrocos.
Es la residencia de los miembros de la familia real española cuando visitan Sevilla. Esto hace que sea el palacio real en uso más antiguo de Europa. La Unesco lo declaró Patrimonio de la Humanidad, junto a la catedral de Sevilla y al Archivo de Indias, en el año 1987.
En 2019 recibió 2 067 016 visitantes, lo que lo convierte en uno de los monumentos más visitados de España.

## Historia

### Antecedentes

#### El espacio en los periodos romano y visigodo
Durante las excavaciones arqueológicas en el espacio que ocupa el Patio de Banderas aparecieron fragmentos de vasijas de estilo campaniforme, momento tardío o final del Calcolítico, con fechas probables entre 2100 y 1900 a. C., ligado a yacimientos de Valencina de la Concepción, así como trozos de vasijas decoradas con un cordón externo en relieve que a su vez lleva impresiones de pequeños segmentos, tal vez realizados con las uñas, datados en el milenio VI-V a. C. Han aparecido en la zona restos de cerámica del bronce tardío igual a las encontradas en la zona de la iglesia de San Isidoro y Cuesta del Rosario, que indicaría que es zona urbana ocupada desde el siglo VIII a. C. No se sabe si son restos de población asentada en la zona o son elementos que contenía la tierra que procedería del entorno, usada para construcción; los restos nos muestran que es un poblamiento costero, posiblemente ganadero.
A unos 6 metros de profundidad se han encontrado fosas de cocinas (fondo de cabaña) con restos de alimentos procesados con aceite (moluscos guisados con aceite de oliva) y cerámicas. Estos restos corresponden sobre todo a la ocupación fenicia, al comienzo de la historia de la ciudad.
Se han encontrado restos de un edificio romano del siglo II a. C. o siglo I a. C., un gran horreus, posiblemente para grano o con más seguridad para aceite, a unos 4 metros de profundidad. 

También ha aparecido un criptopórtico, que puede pertenecer a un gran templo dedicado a la diosa Isis, diosa ligada al comercio, cuya imagen se encontró en el siglo XVII, actualmente desaparecida, así como lápidas de mármol con dedicatorias a dicha divinidad. En un relleno de época almohade de la primitiva puerta del Alcázar ha aparecido una estela romana del periodo imperial, ara romana dedicada a Minerva, diosa protectora del colegio de olearios, encontrada como parte del relleno almohade; este ara romana está dedicada a Minerva, diosa protectora del colegio de olearios de Hispalis: “A Minerva, Valeria, hija de Quinto Valerio Valens, hizo obras para el culto de parte de su extraordinario padre. Dio un donativo en honor del cuerpo de los olearios”. La dedicación a Minerva tiene paralelos en otras localidades como Italica, Carmo, Tomares… como diosa oficial del Estado dentro de la tríada capitolina, con amplia devoción en el sur de la península; el personaje de Q. Valeri Valentis está documentado en Roma en el gobierno de Antonino Pio, y parece ser un miembro destacado del cuerpo de olearios; la inscripción sería bien de un templo a Minerva o bien de alguna obra en el interior del colegio de olearios; esta ara fue reutilizada como cimacio para una columna de una posible iglesia de época del siglo IV, vinculada a un monasterio fundado por santa Florentina en el s.VI y dedicado a san Honorato, como lo demuestra la huella de una cruz retallad. Además presenta un motivo decorativo de origen germánico formado por círculos con estrellas, como los que se observan en la lápida del obispo Honorato, encontrado en el Alcázar, hoy en la Catedral; ambas piezas, encontradas en esta misma zona en épocas diferentes, son un indicio de la posible ubicación en la zona de la basílica de San Vicente.

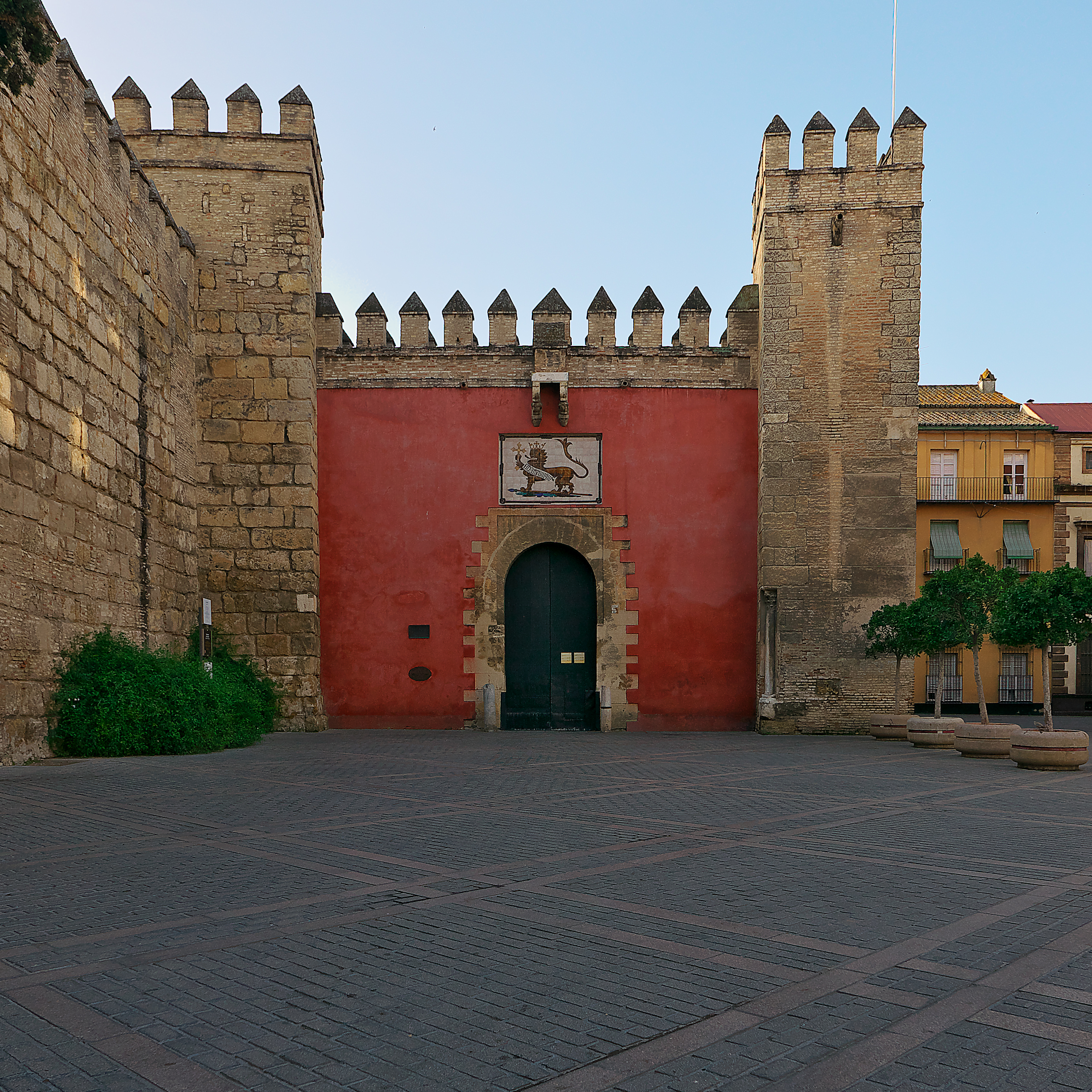
Muralla exterior y puerta del León.

De en torno al siglo III d. C. es datado un estrato de arena y restos marinos hallados intercalados en las paredes y estructuras del edificio romano dedicado al puerto. Los arqueólogos denominan este nivel “un evento de alta energía”, que puede haber sido una fuerte tormenta o un tsunami. Parece que la ciudad casi desapareció, al menos su puerto, lo que explicaría la decadencia de la ciudad durante ese siglo.
La zona se abandonó a partir del s.III d. C., y en el s.IV-V d. C. pasó a tener un uso religioso cristiano.
Una posible pileta poligonal descubierta en 1976 por Bendala y Negueruela fue identificada como un posible baptisterio paleocristiano, pero hoy se sabe que no lo es.
Con posterioridad aparece identificado un edificio tardoantiguo, datado sobre los siglos IV-V d. C., que se ha estimado que pudiera ser un monasterio.

#### Etapa islámica

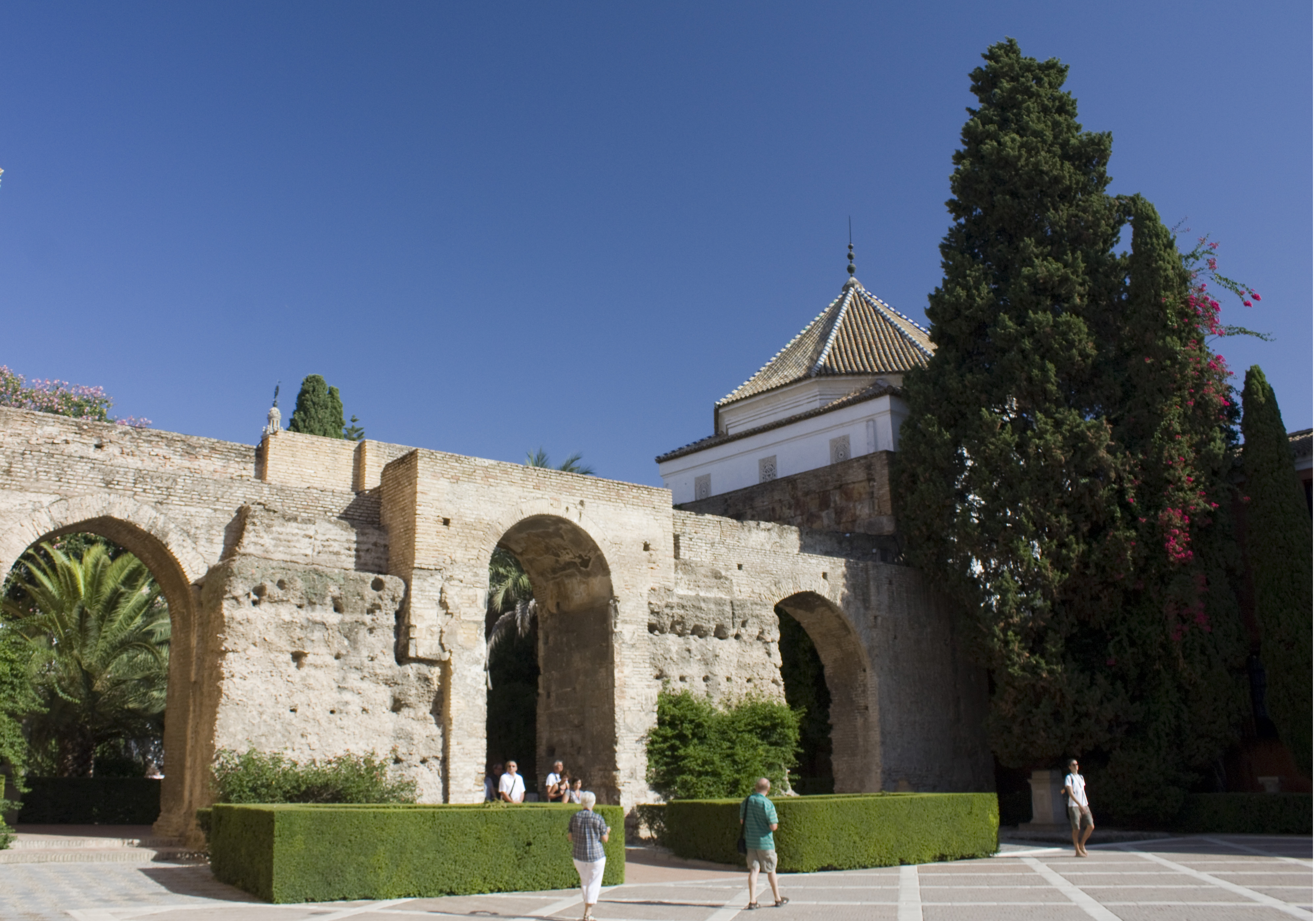
Lienzo de muralla en el patio de la Montería.

El último estudio arqueológico ha demostrado la presencia de un arrabal del s.XI d. C., previo a la construcción del alcázar, con una duración muy breve, apenas unos decenios. 
El conjunto del alcázar es fruto de la unión de varios recintos palatinos de épocas diversas; el recinto más antiguo es de mediados o finales del siglo XI, correspondiente a la zona del actual Patio de Banderas. Aparece así el conocido como Recinto I, bien con Almutamid o bien con los almorávides. El recinto es cuadrangular y ocupa el actual Patio de Banderas y casas aledañas. Posiblemente se empezó con Almutamid, usando material procedente de la antigua muralla romana y otras construcciones de la zona e incluso de lejos; el acceso al Recinto I era directo, entre dos grandes torreones.
A finales del siglo XI o principios del siglo XI se produce una ampliación en forma de rectángulo y una nueva puerta de acceso. La única puerta de acceso conocida a esta alcazaba se encontraba a la altura del número 16 del patio de Banderas y de la que se conserva la jamba norte de un arco. Es un acceso en recodo, y otro directo, ambos a su vez comunicados. Se supone que la puerta de herradura conservada en la actual calle Romero Murube era un acceso a la ciudad, no al Alcázar. Se conforma así el conocido como Recinto II. 
En una intervención arqueológica en el interior del actual Patio de Banderas, en las casas n.º 7-8 y n.º 1-2, aparecieron  restos de un palacio de finales del s.XI, o bien construido por Almutamid al final de su reinado o bien por los almorávides en sus primeros momentos. Es el palacio más antiguo del recinto. Puede que sea el primitivo Alcázar de la Bendición (Al-Mubarak).
En 2009 se realizó la prueba del carbono 14 a la muralla del Alcázar. Esta prueba dio el año 1090 como el más aproximado de la fecha de construcción, con un margen de error estimado de +/- 40 años. Es decir, la muralla del Alcázar conservada sería de tiempos de la taifa de Sevilla o comienzos del periodo almorávide.
En el siglo XII el río se había desplazando hacia el oeste, de tal modo que el recinto palatino creció con los almohades sobre un antiguo arrabal y puerto, y se creó una nueva mezquita mayor; el nuevo acceso era en la zona de la Giralda, y el antiguo quedó sin uso progresivamente. En el siglo XII los almohades reformaron por completo todo este espacio. Crearon un sistema de murallas que unía el Alcázar con otras fortificaciones hasta el cauce del Guadalquivir. El Alcázar llegaba hasta la torre de Abd el Aziz, situada en la actual avenida de la Constitución. En el interior se construyeron una decena de edificios nuevos y de mayor tamaño. Las murallas del Alcázar pasaron, además, a ser parte de unas nuevas y reformadas fortificaciones para la defensa de la ciudad. Estas obras defensivas culminaron a comienzos del siglo XIII con la construcción de la torre del Oro.

### El Real Alcázar tras la conquista castellana
Tras la conquista de la ciudad en 1248, Fernando III no realizó ninguna actualización en el Alcázar. La corte cristiana se estableció durante décadas en los antiguos espacios almohades. Entre 1252 y 1260 Alfonso X aprovechó el espacio del edificio principal para construir el palacio Gótico. Los demás edificios del Alcázar almohade fueron reformados para su posterior uso. En el siglo XIV, tras el terremoto sucedido en 1356, que afectó gravemente a la ciudad, el rey Pedro I ordenó el derribo de tres edificios palatinos almohades para construir el palacio Mudéjar, que se adosó al palacio Gótico alfonsí. La construcción comenzó el mismo año 1356 y, según las inscripciones del propio Alcázar, finalizó en 1364.
En 1366 comenzó la primera guerra civil castellana que enfrentó a Pedro I con su hermanastro Enrique II y terminó con la muerte de Pedro en 1369, por lo que no parece que hubiera podido vivir en él por mucho tiempo.
A lo largo de la historia, el Alcázar ha sido el escenario de diversos acontecimientos relacionados con la Corona española. Entre 1363 y 1365, como sede de la corte castellana, fue visitado por los diplomáticos de la corte de Granada Ibn Jaldún, filósofo, e Ibn al-Jatib, cronista y poeta, para firmar un tratado de paz con el rey don Pedro. En 1367 el príncipe de Gales envió a los diplomáticos ingleses Neil Loring, Richard Punchardoun y Thomas Balastre a este Alcázar para encontrarse con don Pedro y cobrar unos pagos.
El 28 de julio de 1477 los Reyes Católicos llegaron a Sevilla y utilizaron el recinto como aposento luego de diez años sin que un rey pisara la ciudad. Al observar el mal estado del edificio, la reina Isabel I de Castilla dispuso intervenciones y medidas para la recuperación material y funcional del sitio.
Un año después, el 30 de junio de 1478, nació en el palacio su segundo hijo, el príncipe Juan. Se conoce que este parto real fue asistido por una partera sevillana conocida como "la Herradera" y que contó con la presencia, como testigos designados por el rey Fernando, de Garci Téllez, Alonso Melgarejo, Fernando de Abrejo y Juan de Pineda, según marcaban las normas castellanas, para disipar la menor duda de que el hijo era de la reina. En 1526 se celebró en el Alcázar la boda de Carlos I con su prima Isabel de Portugal.
Entre 1729 y 1733 se estableció la Corte en el Alcázar de Sevilla. En él vivieron Felipe V, Isabel de Farnesio y el futuro Carlos III.
Durante la Guerra de la Independencia, se reunió aquí la junta sevillana y, posteriormente, la Junta Suprema Central.
Entre el 13 y el 16 de septiembre de 1816 se alojaron aquí la reina consorte María Isabel de Braganza y su hermana María Francisca.
En 1823, con motivo de la intervención militar de los Cien Mil Hijos de San Luis, el gobierno y las Cortes decidieron trasladar a la familia real, con Fernando VII a la cabeza, a Sevilla. Llegaron el 10 de abril de 1823. El 17 de abril de 1823 nació en el Alcázar el infante Enrique de Borbón y Borbón-Dos Sicilias, hijo del infante Francisco de Paula de Borbón y Luisa Carlota de Borbón-Dos Sicilias, y al que el rey le concedió, dos días después de su nacimiento, el título de duque de Sevilla. Ante el avance de las tropas francesas, las Cortes, reunidas en la iglesia del antiguo Convento de San Hermenegildo, y el gobierno decidieron trasladar a la familia real a Cádiz. Se fueron de Sevilla el 12 de junio. Restaurado el absolutismo, Fernando VII y su familia emprendieron el camino de Cádiz a Madrid, y se detuvieron en Sevilla entre el 8 y el 23 de octubre de 1823.
En el siglo XIX, Joaquín Domínguez Bécquer vivió durante años en una casa del patio de Banderas. Tenía su taller de pintura en el Apeadero. Trabajó como restaurador en el Alcázar y fue pintor de cámara honorario de la Casa Real.
En 1848 se instalaron aquí el duque de Montpensier y la infanta María Luisa, que al año siguiente se trasladaron al Palacio de San Telmo.
Reinando Alfonso XII, su madre, Isabel II, con las infantas Paz, Eulalia y Pilar, se instalaron aquí el 16 de octubre de 1876. Las relaciones de Isabel II y el duque de Montpensier, que vivía en el cercano Palacio de San Telmo, eran tensas, sobre todo por el noviazgo entre Alfonso XII y María de las Mercedes, hija de este duque. Por esto, Isabel II abandonó el Alcázar de Sevilla con sus hijas el 8 de septiembre de 1877 para instalarse en el Monasterio de San Lorenzo de El Escorial.
Alfonso XII estuvo en Sevilla con Isabel II entre el 26 y el 31 de marzo de 1877 y luego, sin su madre, entre el 22 de diciembre de 1877 y el 8 de enero de 1878. En ambas estancias se encontró con María de las Mercedes. Alfonso XII visitaría Sevilla una vez más, entre el 29 de abril y el 1 de mayo de 1879. Fue una visita de luto con motivo del fallecimiento de su prima, Cristina de Orleans.
Alfonso XIII y su esposa Victoria Eugenia de Battenberg viajaron numerosas veces a Sevilla. Este rey era aficionado a los deportes e hizo construir en el patio de la Alcubilla una pista de tenis, que fue de las primeras de España, pero que actualmente no se conserva.
Por decreto de 22 de abril de 1931, el Gobierno de la II República española, a propuesta de su ministro de Hacienda, Indalecio Prieto, cedió el Alcázar y sus jardines al municipio de Sevilla.
El 2 de abril de 1976, durante la Transición Española, tuvo lugar aquí una reunión del Consejo de Ministros, presidida por Juan Carlos I. El Consejo de Ministros volvió a reunirse en el Alcázar el 19 de marzo de 2010, esta vez sin la presencia del monarca.
El 18 de marzo de 1995 se celebró en este lugar un almuerzo y recepción con motivo de la boda de la infanta Elena de Borbón, hija del rey Juan Carlos I, con Jaime de Marichalar.
El 20 de octubre de 1988 la reina Isabel II de Inglaterra asistió a un espectáculo de flamenco en el Alcázar. También ha sido visitado por otras personalidades que pasaron por la ciudad, como el príncipe de Gales en 2012, Harrison Ford en 2016, Barack Obama en 2019 o Hillary Clinton en 2024.

## Estancias

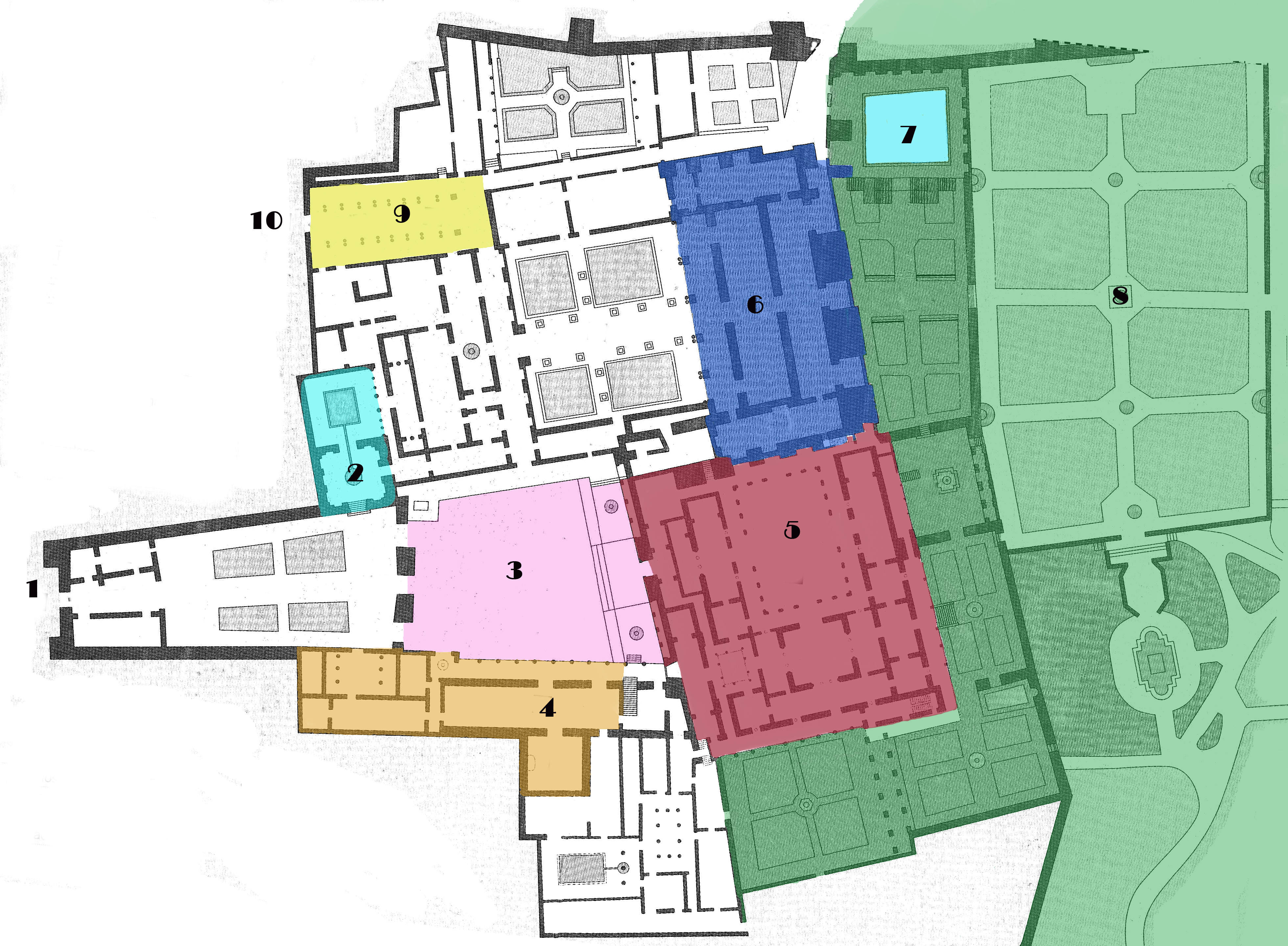
Plano del Alcázar
1-Puerta del León
2-Sala de Justicia y patio del Yeso cyan
3-Patio de la Montería rosa
4-Cuarto del Almirante y Casa de Contratación crema
5-Palacio Mudéjar o de Pedro I rojo
6-Palacio gótico azul
7-Estanque de Mercurio
8-Jardines verde
9-Apeadero amarillo
10-Patio de Banderas

### Puerta del León
La puerta del León, situada en la muralla exterior del conjunto, supone la principal vía de acceso al recinto. Entre el dintel de esta puerta y bajo un matacán se extendía una pintura de un león, de la que se desconoce su origen, aunque ya aparece en los dibujos realizados por Richard Ford en 1832. Esta pintura fue restaurada por Joaquín Domínguez Bécquer, en 1876. En 1892 la pintura fue sustituida por un mural de azulejos diseñado por Manuel Tortosa y Fernández, con el asesoramiento histórico de José Gestoso. El azulejo fue realizado en la fábrica de Mensaque y representa también un león, de estilo gótico, que aparece sosteniendo un crucifijo con la garra derecha y con una bandera bajo su garra izquierda. Sobre el pecho hay una filacteria en la que se lee en latín Ad utrumque, que significa "para una cosa y para otra", faltaría la palabra 'paratus'; Ad utrumque paratus, significando así "preparado para una cosa y para otra".
La denominación de puerta del León probablemente date del siglo XIX. Históricamente esta puerta había sido conocida como de la Montería. Según Ortiz de Zúñiga (siglo XVII) se llamó así porque era por donde salía el rey con sus monteros para ir de caza. Esta hipótesis tiene base, ya que el padre de Pedro I, Alfonso XI, era tan aficionado a la caza que escribió un libro sobre montería. Según José Gestoso, el nombre se debía a que estaba decorada con relieves de cacería. En el lado izquierdo del arco se aprecian los relieves de dos medallones polilobulados muy desgastados. En uno de ellos se aprecia algo similar a un animal cuadrúpedo.
Pasada la puerta se accede al patio del León. Al fondo del patio hay un lienzo de muralla almohade con tres pórticos. Esta muralla parece haber sido reforzada posteriormente. Además, los arcos fueron de herradura pero en la época cristiana se transformaron en arcos de medio punto. Tras este lienzo de muralla se encuentra el patio de la Montería.

### Sala de Justicia

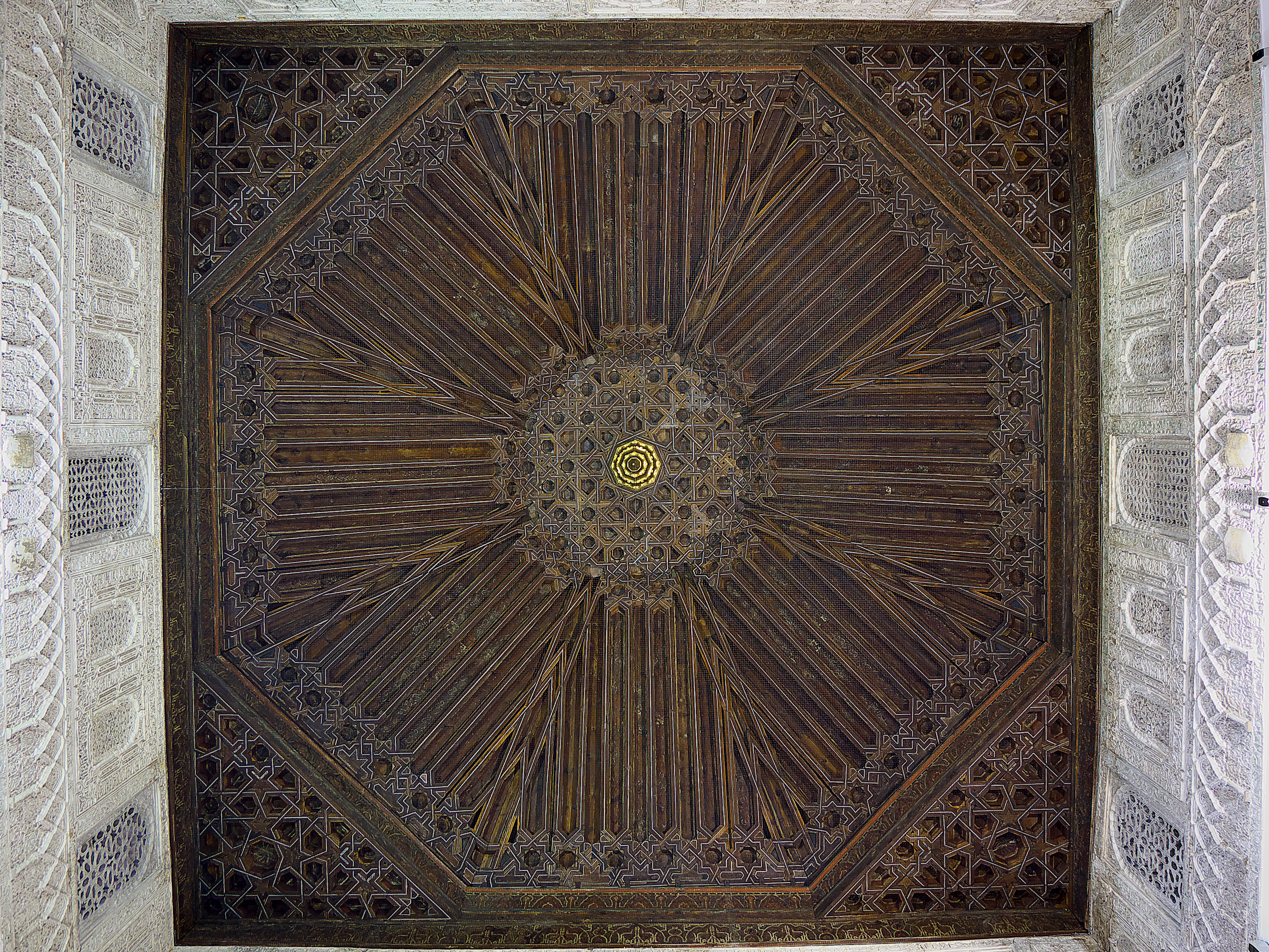
Artesonado de la sala de Justicia.

A la sala de Justicia se accede por el patio del León.
Es de planta cuadrada, de estilo mudéjar y fue construida en el reinado de Alfonso XI. Es una sala de planta cuadrada y una bóveda de artesonado (qubba). En ella hay un escudo de la Orden de la Banda, creada por Alfonso XI en torno a 1340. La sala habría sido realizada entre 1340 y 1350. No obstante, aunque la sala fue fechada en el reinado de Alfonso XI gracias, entre otros detalles, a este escudo, el escudo de esa orden también aparece en otros lugares del palacio decorados en el reinado de su hijo, Pedro I. Guarda semejanza con la sala de Comares de la Alhambra. En los siglos XVI y XVII era conocida como sala de los Consejos. Lo más probable es que hubiera sido una sala almohade usada para reunir un consejo (maswar) y que fuese reformada con arte mudéjar por los cristianos, que continuaron usándola para el mismo fin. Probablemente, esta fuese a sala donde estaba el tribunal presidido por Pedro I, aunque existen otras hipótesis sobre su posible localización. En este tribunal había tres gradas de ladrillo con un trono de piedra, aunque esta estructura fue demolida antes de la visita de Felipe II en 1570. Esta actuación disgustó a Felipe II, que era un gran admirador del rey don Pedro y que fue el primero en indicar que debía llamársele "el Justiciero".

### Patio del Yeso

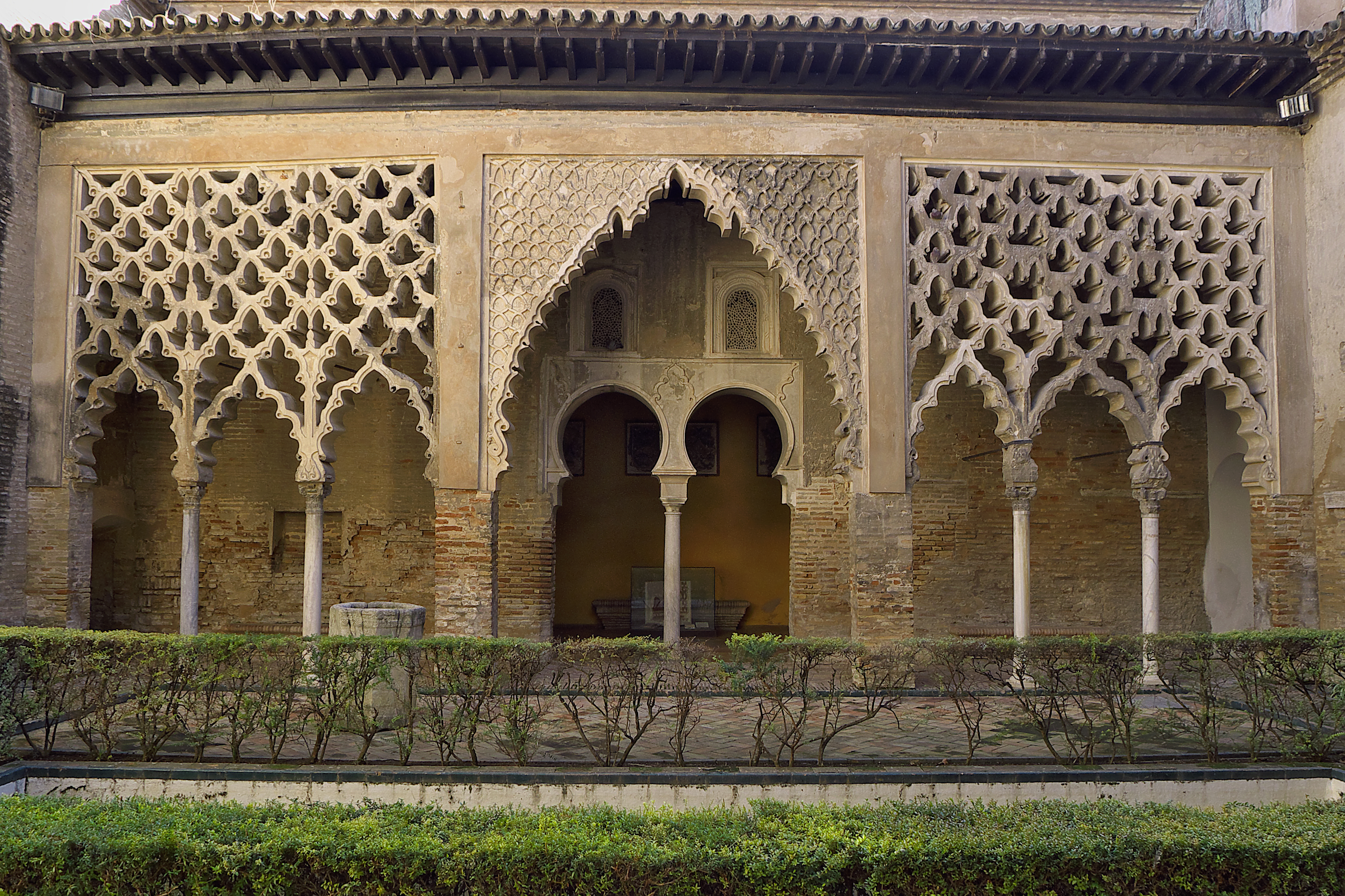
Parte sur del patio del Yeso. Es uno de los pocos restos almohades que conserva el Alcázar.

Desde la sala de Justicia se accede al patio del Yeso, que fue edificado a finales del siglo XII, de época almohade, de planta casi cuadrada, presenta una alberca en el centro y con arcos porticados en cada uno de los lados del patio, sobre los que aparece una rica decoración. En el lado sur hay unas columnas califales que sostienen unos arcos con decoración (sebka) de yeso. Esta decoración cubre un soportal. En el soportal hay una entrada de dos arcos de herradura con una columna en el centro. Sobre dintel de esa entrada se abren dos ventanas. En la pared opuesta hay una salida tapiada con tres arcos de herradura de estilo califal cordobés. Al igual que en otros lugares del Alcázar, en este patio se han realizado varias reformas a lo largo de su historia. Todo el muro donde se encontraba la arquería de sebka se encontró tapado. Fue descubierto por Francisco María Tubino a finales del siglo XIX. El marqués de Vega-Inclán, entonces conservador del Alcázar, encargó en 1912 su recuperación y restauración al arquitecto José Gómez Millán.

### Patio de la Montería
Es el patio principal y está presidido por la puerta del palacio de Pedro I. En las paredes hay arcos de medio punto que fueron tapiados en el siglo XV. A la derecha se encontraban las estancias de la Casa de Contratación.

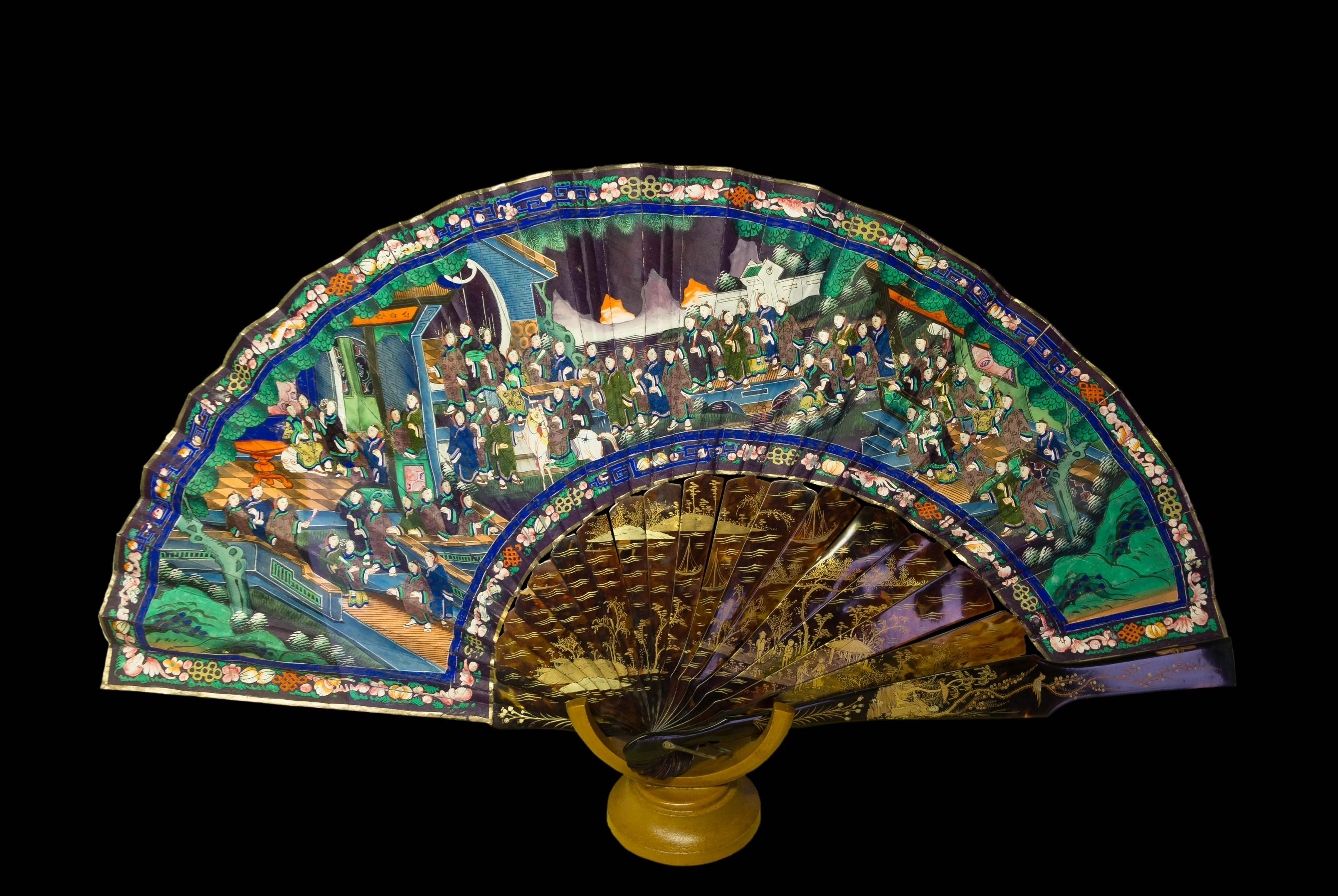
Abanico del siglo XVIII

### Sala de los Abanicos
Se trata de una estancia donde, desde 1998, se exhiben 37 abanicos de los siglos XVIII y XIX donados por la coleccionista Gloria Trueba Gómez.
En este lugar hay también un cuadro de grandes dimensiones que representa la Procesión del Santo Entierro Grande de 1854. Es una obra de la época que fue adquirida en 1992 en la casa de subastas Sotheby's por el anticuario sevillano Antonio Plata del Pino y que luego fue comprada por el Ayuntamiento por cinco millones de pesetas.

### Casa de Contratación

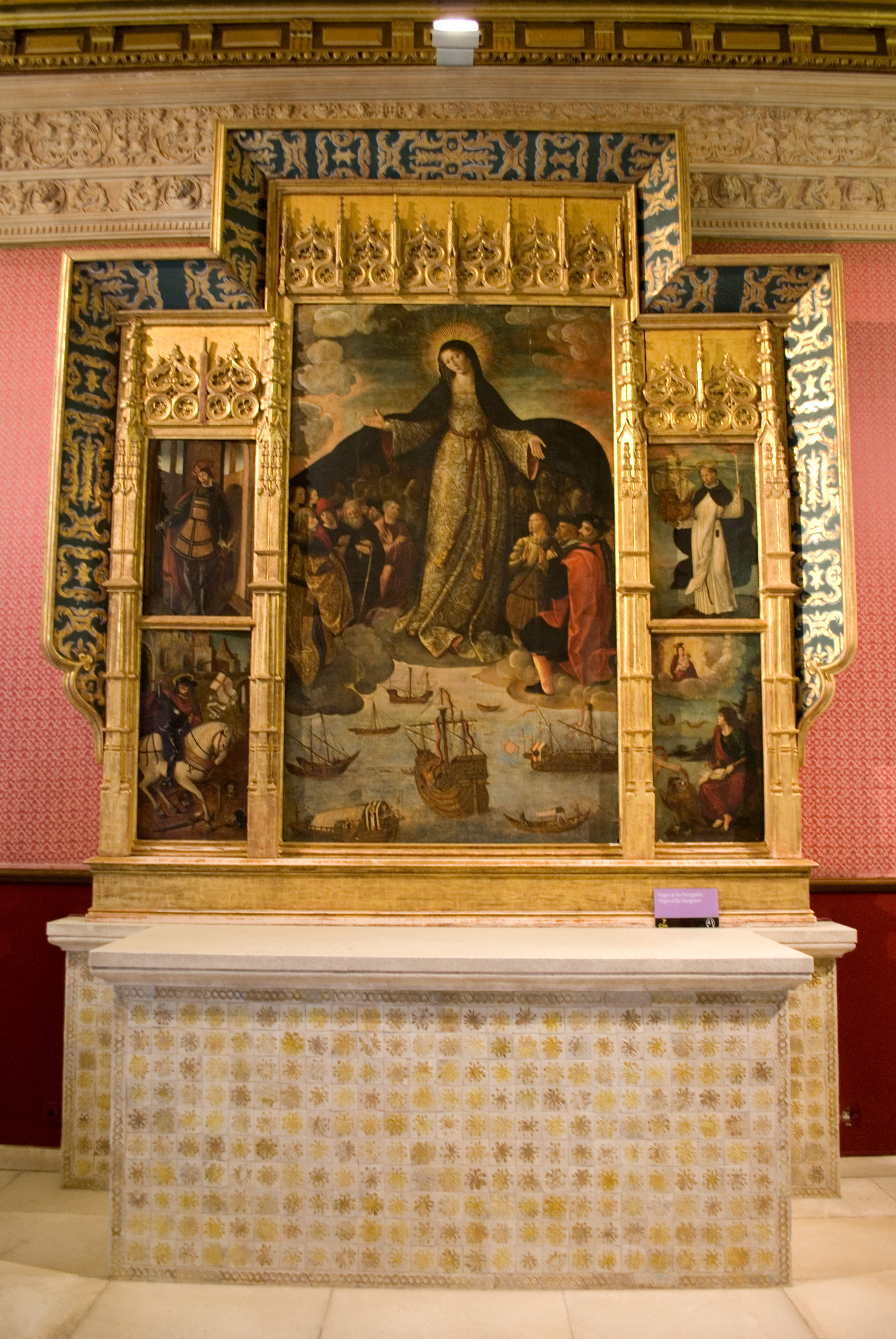
Retablo de la Virgen de los Navegantes, realizado por Alejo Fernández entre 1531 y 1536.

Los Reyes Católicos aprobaron la creación, en 1503, de la Casa de Contratación de Indias, que era una institución encargada de fomentar y regular el comercio y la navegación con los territorios españoles en Ultramar y que realizaba labores de revisión y recepción de mercancías, actuaciones de carácter técnico científico y también actividades judiciales.
La Casa de Contratación abarcaba desde la actual plaza de la Contratación, donde tenía su fachada principal, hasta la parte occidental del patio de la Montería. En 1717 esta institución se trasladó a Cádiz y en 1790 desapareció.
Desde el patio de la Montería se accede al salón del Almirante, donde destacan los siguientes cuadros: La inauguración de la Exposición Iberoamericana de 1929, que preside la estancia, obra del pintor Alfonso Grosso; Las postrimerías de san Fernando, de Virgilio Mattoni; La toma de Loja por Fernando el Católico, obra de Eusebio Valldeperas; y los retratos de Fernando VII y María Cristina de Nápoles de Carlos Blanco, fechados en el primer tercio del siglo XIX. Este lugar es usado como salón para actos públicos.
A continuación, se halla la denominada sala de Audiencias, transformada en capilla en el siglo XVI. Está cubierta con una rica techumbre de tracería del siglo XVI con adornos geométricos. La capilla posee una grada de piedra adosada al muro que recorre el perímetro y presidiendo la estancia se encuentra un retablo con forma de tríptico, obra de Alejo Fernández, elaborado entre 1531 y 1536. La parte central está ocupada por una imagen de la Virgen de los Navegantes, acompañada por san Sebastián y Santiago en un lado y san Telmo y san Juan Evangelista en el otro.

### Patio del Crucero

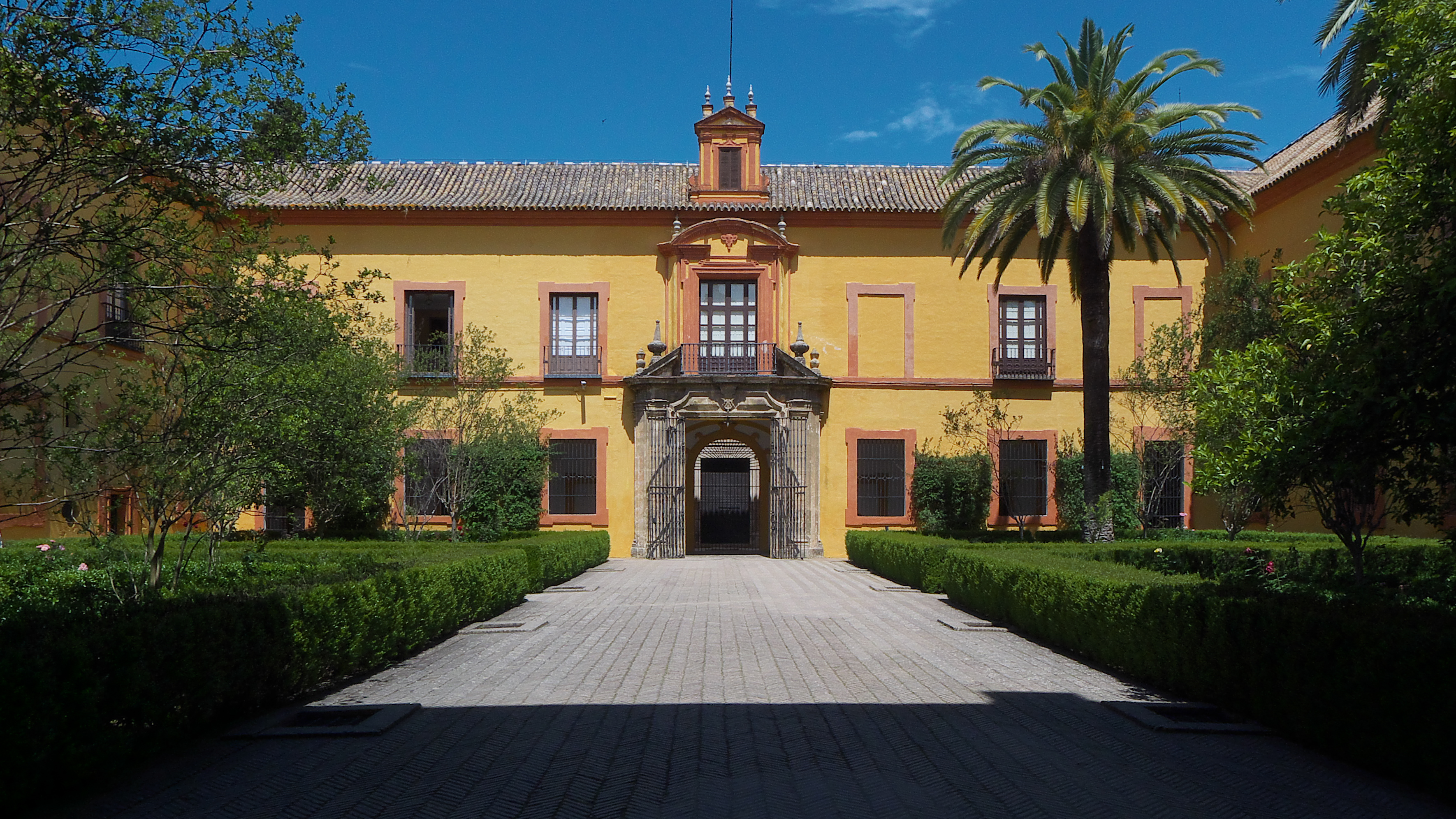
Patio del Crucero.

El patio del crucero se encuentra al oeste del patio de la Montería. Fue construido en el siglo XII, durante el periodo almohade, aunque fue reformado posteriormente. En tiempos de Alfonso X se le añadieron bóvedas de crucería. El jardín presentaba dos niveles, el más alto correspondería al que tiene actualmente el patio, con dos galerías principales en forma de cruz y otras cuatro periféricas, y un segundo nivel, 4,7 metros por debajo del anterior, ocupado por un jardín con naranjos, dividido en cuatro partes, en cuyo centro se situaba una gran fuente y en los extremos, albercas.
A raíz del terremoto de Lisboa se tapó este jardín inferior, rellenándolo de tierra y formando el actual patio rectangular. Los vestigios visibles de este piso inferior pueden contemplarse desde el patio del Crucero y la única parte que sobrevive son los llamados baños de María Padilla, a los que se accede desde el jardín de la Danza. Este sótano está formado por una gran nave de diez tramos cubiertos por bóvedas de crucería. La entrada desde el jardín está cubierta con una larga bóveda de cañón.
Actualmente es un patio rectangular ajardinado, dividido en cuatro por setos de mirto y en el interior de los cuadrantes hay bonetero, árboles de Júpiter, palmeras, buganvillas y jazmines.
En el siglo XVIII se realizaron varias obras en el patio del Crucero y en el palacio Gótico. La fachada del palacio Gótico que daba al patio del Crucero fue reformada por completo en estilo barroco. También se remodelaron las otras fachadas del patio. Se enterró todo el jardín para poner su suelo al nivel de los salones. Se tapiaron los laterales de los corredores del patio y estos quedaron como cámaras subterráneas.

### Palacio Mudéjar o de Pedro I

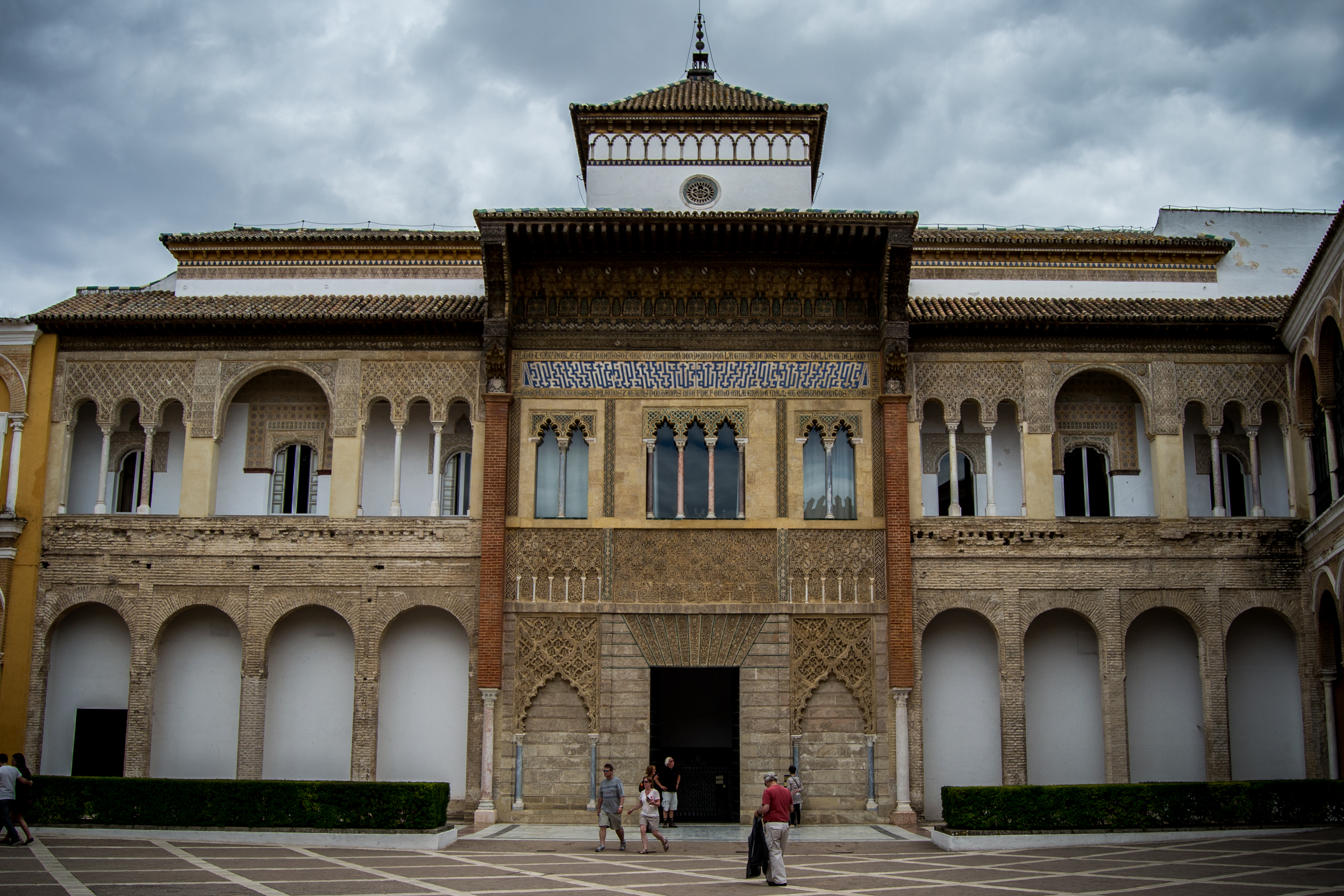
Portada del palacio de Pedro I, en el patio de la Montería.

Fue construido junto al palacio Gótico de Alfonso X a iniciativa del rey Pedro I, entre 1356 y 1366, en su construcción colaboraron artesanos de Toledo, Granada y de la propia Sevilla, posteriormente fue transformado en época de los Reyes Católicos y de los primeros Austrias. Según las investigaciones arqueológicas, el palacio del rey Pedro constituyó un proyecto de nueva planta, que se elevó en un lugar donde existían construcciones anteriores. 
Este palacio nació para servir como edificio privado del rey Pedro I, frente al carácter más protocolario que representaba el palacio gótico, levantado  en el siglo anterior por orden de Alfonso X. Sobre todo en Tordesillas y Sevilla, empleó la epigrafía árabe para ensalzar sus virtudes. Esto se debe a que, a partir del siglo XIV, los monarcas castellanos dejan de copiar las tendencias europeas para inspirarse en los modelos andalusíes. Esto hizo que este palacio de Pedro I albergase diversas escrituras en árabe ensalzando su figura.
En casi todos los zócalos del palacio puede leerse la frase "¡Gloria a nuestro Señor el sultán Don Pedro, que Alá lo proteja!"
La madera empleada en los artesonados (alfarjes), las puertas con lacerías y los marcos de las ventanas suele ser de pino. Estas lacerías son doradas o policromadas.
Tiene una primera planta que no se extiende por toda la planta baja, sino solo por algunas estancias.

#### Portada
La portada principal se encuentra en el patio de la Montería. En la parte superior hay un gran alero de madera, sostenido por mocárabes dorados. Abajo hay un mural de azulejos con una inscripción en árabe que habla del año en que se concluyó el edificio. Este mural está bordeado por una inscripción en caracteres góticos que dice: "el muy alto et muy noble et muy poderoso et muy conqueridor don Pedro por la gracia de Dios rey de Castilla et de León, mandó fazer estos alcázares et estos palacios et estas portadas que fue fecho en la era de mill et quatrocientos y dos años".
La puerta de entrada es rectangular, con dintel adovelado decorado con fino alaurique. A ambos lados hay sendos arcos lobulados decorados con sebka y apeados en columnas de mármol. En la banda superior hay ventanas, geminadas en sendos laterales y tripartita en espacio central, con columnas de mármol sosteniendo sus arcos lobulados.

#### Patio de las Muñecas

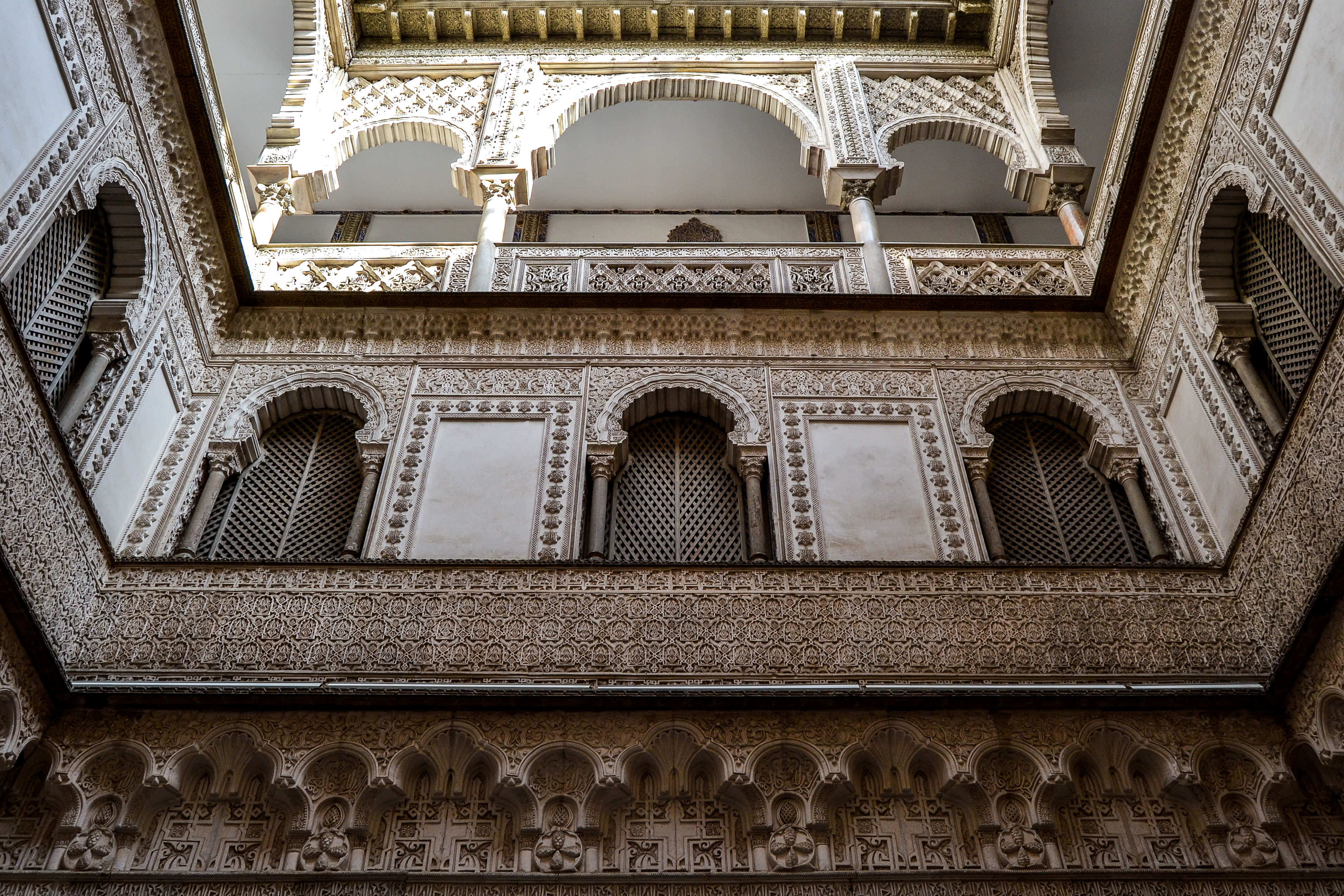
Patio de las Muñecas.

La portada da acceso a un zaguán, del que sale un pasillo que lleva al patio de las Muñecas. Se cree que esta zona del palacio estaba destinada a la reina, siendo este un patio doméstico. Fue sometido a una reforma entre 1847 y 1855. En dicha reforma se añadió una cornisa con mocárabes y un entresuelo neomudéjar entre la planta baja y la primera planta. Esta reforma fue dirigida por Juan Manuel Caballero y José Gutiérrez. Las diez columnas de mármol actuales fueron realizadas por el marmolista José Barradas en aquella reforma.
El nombre "de las Muñecas" es antiguo. En 1637 el historiador Rodrigo Caro especuló que podría llamarse así porque ahí era donde se criaba a los niños o porque es un patio muy pequeño. En la actualidad se cree que puede deberse a unos rostros de niñas o muñecas que hay al comienzo de los arcos.

#### Cuarto del Príncipe
Se accede por la galería norte del patio de las Muñecas. Recibe este nombre por Juan de Trastámara, hijo de los Reyes Católicos, nacido en el Alcázar en 1478. En la techumbre hay heráldica de los Reyes Católicos. El cuarto está dividido con arcos de yeso en tres dependencias. En esta sala Isabel I dio a luz al príncipe Juan el 30 de junio de 1478.

#### Patio de las Doncellas
Se trata de un patio rectangular de 21x15 metros circundado por cuatro galerías; dos de siete y dos de cinco arcos. En el centro hay una alberca con grandes arriates hundidos un metro a ambos lados. Los laterales de estos arriates están decorados con arcos de medio punto entrelazados.  Los arcos lobulados están decorados con sebka y relieves en yeso. Entre 1580 y 1584 todo esto fue enterrado y se colocó una solería de mármol, para la que se trajeron artesanos de Macael, Espera y Acán. Los arriates y la alberca fueron descubiertos en unos estudios arqueológicos en 2002.
En torno a la planta baja había algunas estancias que eran accesibles para los invitados, mientras que en la planta superior solamente había habitaciones privadas. La planta superior de este patio fue reformada entre 1540 y 1572. De esta época son los arcos de medio punto apoyados en columnas de mármol con capiteles jónicos elaboradas en Génova por Antonio María Aprile da Carona y Bernardino da Bissone. Las columnas de la planta baja fueron sustituidas entre 1560 y 1569 por otras labradas en la misma ciudad italiana por Francisco y Juan Lugano y Francisco da Carona.
En 2024 la Fábrica Nacional de Moneda y Timbre emitió 1,5 millones de monedas de 2 euros con un relieve de este patio en el anverso.

#### Alcoba Real

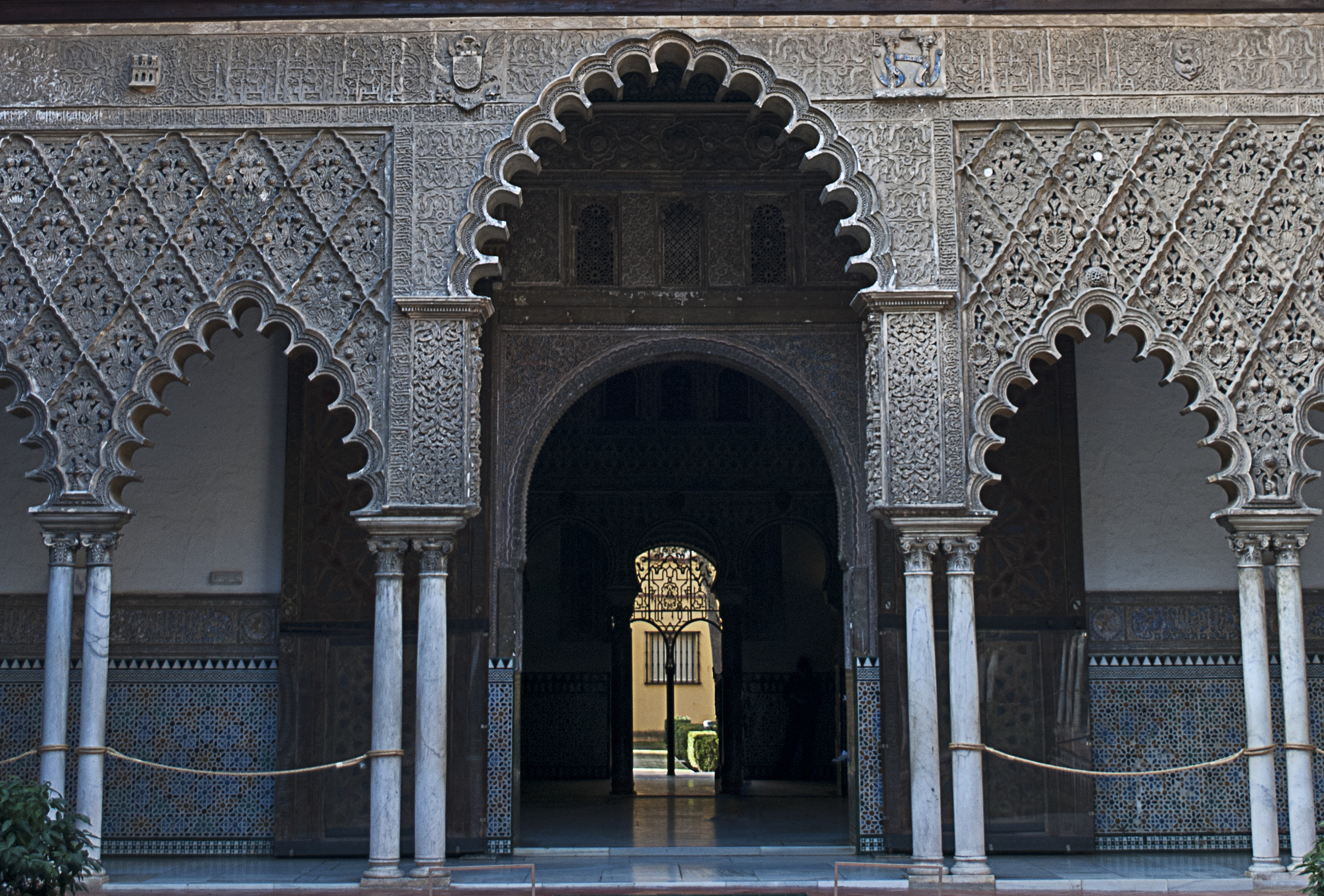
El patio de las Doncellas, desde donde se accede a varias estancias.

La alcoba Real, que también fue llamada dormitorio de los Reyes Moros, tiene su acceso desde el patio de las Doncellas. El interior está dividido en dos salas, que se comunican por una entrada con tres arcos de herradura. La primera sala a la que se accede desde el patio, conocida como sala de los Pasos Perdidos, tiene un artesonado del reinado de los Reyes Católicos.
Sus muros cuentan con frisos de yeserías y está cubierta por un artesonado del siglo XV. Las puertas que dan al patio están decoradas con lacerías, entre las que destacan figuras de seis brazos con forma circular. Las dos ventanas de esta estancia están decoradas con estrellas y ruedas de ocho brazos.

#### Salón del Techo de Carlos V
Desde el patio de las Doncellas se accede también al salón del Techo de Carlos V. Tiene puertas de madera con lacerías mudéjares. En el centro de los portones hay figuras geométricas de ocho brazos en forma de ruedas. Las dos contraventanas de este salón están decoradas con estrellas de cuatro, seis y ocho puntas.
Se cree que pudo ser una capilla, por la inscripción sobre el Corpus Christi que hay en la puerta. De ser así, la alcoba Real, que se encuentra al lado, pudo haber sido un presbiterio. De todas formas, cabe la posibilidad de que la inscripción religiosa de la puerta fuera simplemente por deseo de Pedro I.
Recibe ese nombre por su artesonado, realizado entre 1541 y 1543. Este artesonado cuenta con 75 casetones octogonales. Es atribuido a Sebastián de Segovia.

#### Salón de Embajadores

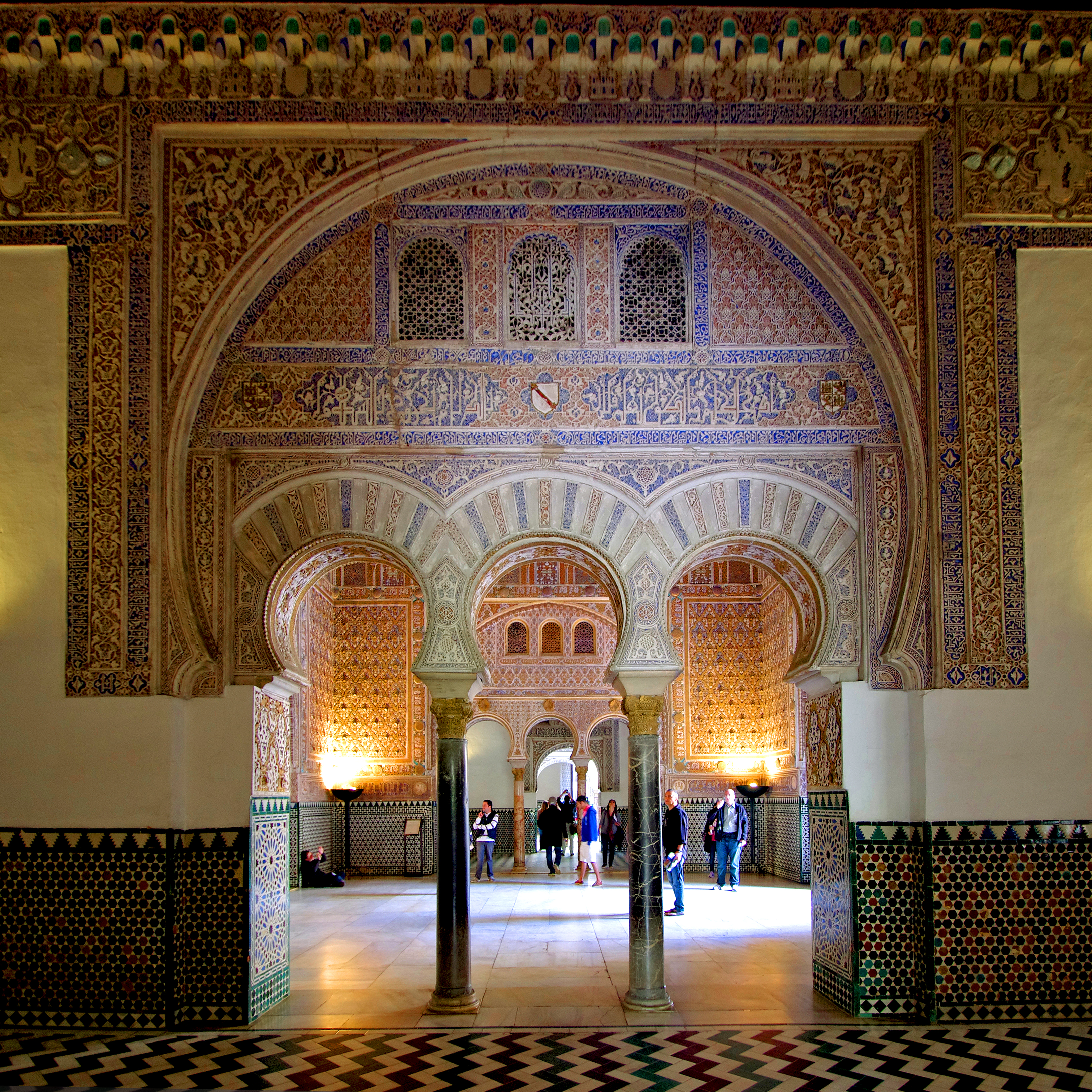
Uno de los dos accesos con arcos de herradura al salón de Embajadores (palacio de Pedro I).

Las puertas de la entrada desde el patio de las Doncellas son del siglo XIV. Son de madera con lacerías geométricas decoradas con motivos vegetales. En las partes centrales de los portones hay figuras de ocho y doce brazos con forma de ruedas. Tienen un trazado de lefe en los márgenes. Indican la fecha de terminación del palacio Mudéjar; 1364. En la parte exterior tienen inscripciones en árabe alabando al señor del palacio y, en la parte alta del lado interior, hay filacterias con caracteres góticos en latín con el salmo 54 y el comienzo del Evangelio de san Juan.

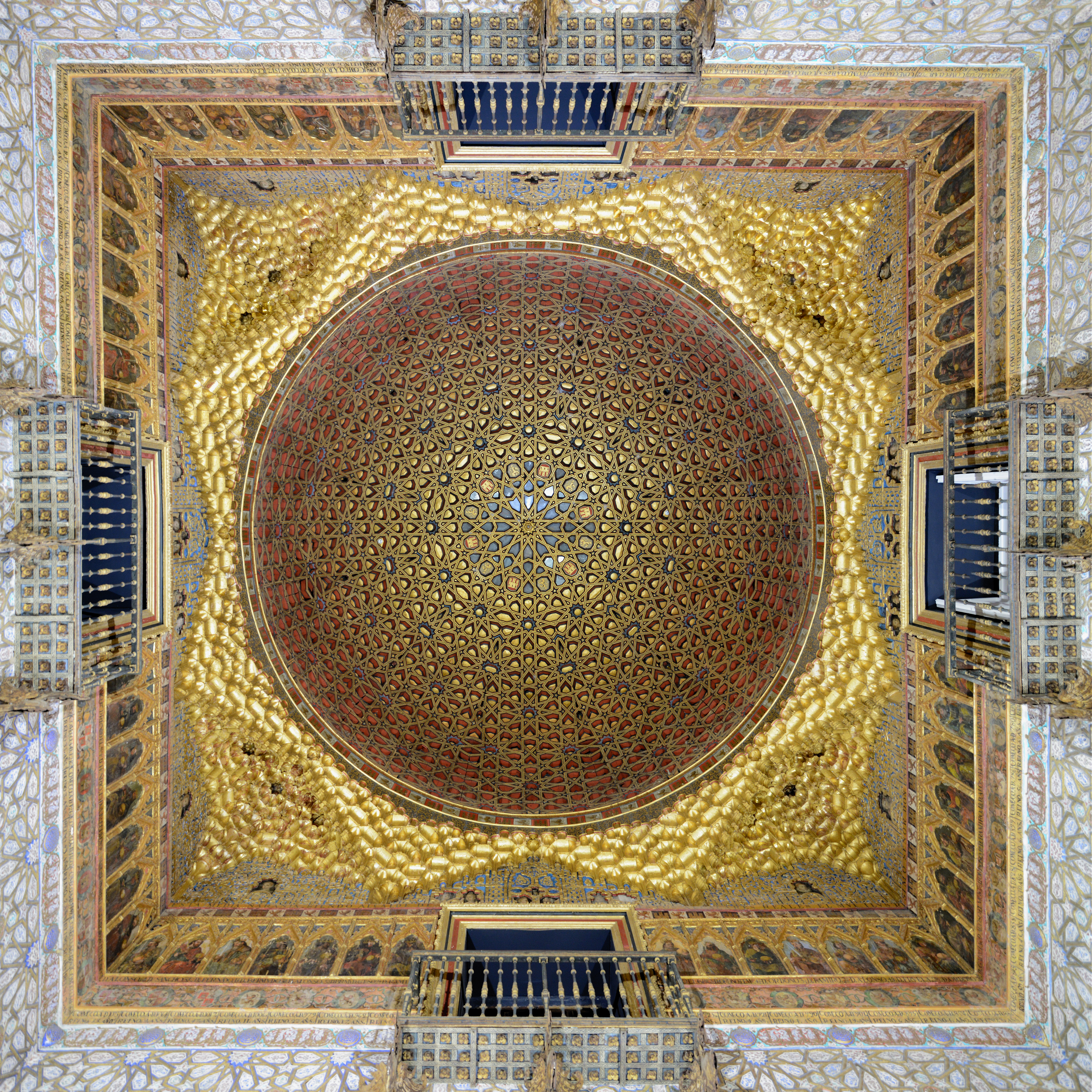
Cúpula del salón de Embajadores. Existen otras cúpulas similares en España, como la de la escalera principal de la casa de Pilatos de Sevilla y la cúpula de los Torrijos, de finales del siglo XV, que se encuentra en el Museo Arqueológico Nacional.

El salón de Embajadores el lugar más suntuoso del palacio. Aquí estaba el salón Al-Turayya o de las Pléyades del Alcázar Al-Mubarak o de la Bendición de Al-Mutamid. El salón actual corresponde a la construcción de Pedro I. Tiene planta cuadrada (qubba) y está cubierto por una cúpula semiesférica dorada. Este tipo de cúpula responde a un modelo que es llamado "media naranja". La cúpula fue realizada por Diego Ruiz en 1427. Debajo de la cúpula hay un arrocabe gótico con retratos de monarcas. Este friso de madera es medieval, pero los retratos fueron sustituidos en una reforma que tuvo lugar entre 1599 y 1600. Son 56 tablas pintadas por Diego de Esquivel en orden cronológico, desde Chindasvinto hasta Felipe III. Pedro I se sitúa en la mitad sur del paramento.
En ellas, los reyes, identificados por su nombre, aparecen en posición sedente y coronados; en la mano derecha portan una espada y en la izquierda un globo terráqueo; en un nivel inferior está su escudo de armas y, más abajo, su período de reinado. Por encima de la serie se dispone un friso corrido con el escudo de armas de Castilla y León.
Los muros, al igual que en otras estancias del palacio, están decorados con azulejos y yeserías.  En la parte superior del salón hay balcones de madera construidos a finales del siglo XVI. En dos laterales hay entradas con dos columnas de mármol que sostienen triples arcos de herradura.
Junto a este salón hay dos estancias, una al norte y otra al sur, en las que hay distribuidas 26 placas de yeso recortadas y perfiladas a buril para que las figuras representadas destaquen sobre el fondo de ataurique. En la sala norte miden 50 centímetros aproximadamente, y son algo más grandes en la sala sur. En ambas salas las placas de yeso representan reyes, príncipes, caballeros, damas, torneos y animales fantásticos. Estas escenas pueden estar inspiradas en el Libro de la montería, escrito por Alfonso XI, y en la Crónica troyana. Esa crónica fue encargada por Alfonso XI y realizada por el escribano y miniaturista Nicolás González. González la terminó en diciembre de 1350, cuando Alfonso XI ya había sido sucedido por Pedro I.

#### Salón del Techo de Felipe II
Se accede a él a través de una entrada en el salón de Embajadores. Esa entrada es conocida como el arco de los Pavones, por tener decoración de aves. Se trata de un salón rectangular con un ajimez que da al jardín del Príncipe.

#### Primera planta

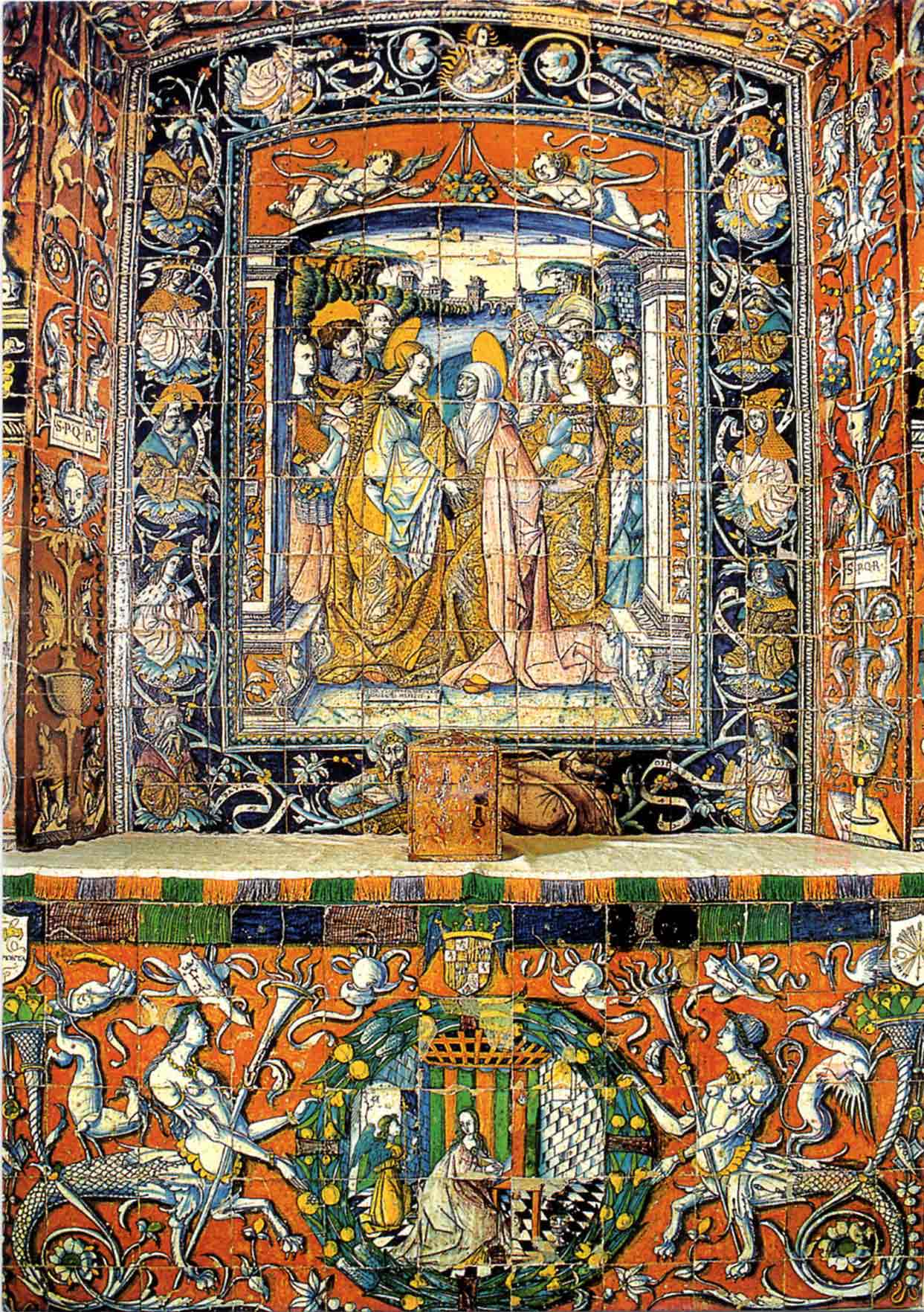
Retablo-altar de la Visitación de las salas de la planta alta del palacio de Pedro I, pintado por Francisco Niculoso Pisano en 1504.

La primera planta del palacio Mudéjar fue realizada en el siglo XIII por Pedro I, aunque fue reformada por los Reyes Católicos en el siglo XV y por Isabel II en el siglo XIX.
Es conocido como cuarto Real Alto. Hay diversas estancias para el uso de los monarcas. En la sala que sirvió de comedor en el siglo XIX hay un cuadro de Murillo, El milagro de san Francisco Solano y el toro.
Entre estas estancias situadas en la planta alta del palacio destaca el Oratorio de los Reyes Católicos, en el que se encuentra el altar y retablo de azulejos de La visitación de la virgen realizado en 1504 por el ceramista italiano Francisco Niculoso Pisano.

### Palacio Gótico
Alfonso X gobernó de 1252 a 1284. En el siglo XIII gótico fue un estilo arquitectónico habitual en España. El rey Alfonso edificó su palacio Gótico junto al patio del Crucero.
Las primeras noticias de obras en el periodo del rey Alfonso datan del 22 de marzo de 1254, cuando ordenó que se hiciera un conducto para llevar agua del acueducto de los Caños de Carmona al interior del Alcázar.
El palacio Gótico del Alcázar fue reformado por Carlos I, aunque se conservó la estructura gótica de la planta baja. Los zócalos de las paredes de la Capilla, el Gran Salón y la Sala Cantarera están decorados con azulejos realizados por Cristóbal de Augusta entre 1577 y 1578, durante el reinado de Felipe II.

#### Capilla
Probablemente, aquí estuvo la capilla de San Clemente, creada en 1271. En la actualidad está presidida por un retablo de la Virgen de la Antigua, realizado en el siglo XVIII por Diego de Castillejo y que contiene una copia anónima de la existente en la catedral de Sevilla.

#### Gran Salón
El Gran Salón, también conocido como sala de las Bóvedas o sala de Fiestas, cuenta con cuatro sargas encargadas por Alfonso XIII al pintor Gustavo Bacarisas para el pabellón Real de la Exposición Iberoamericana de 1929. Las pinturas de las sargas están relacionadas con la navegación colombina. En este espacio también hay otras dos sargas pintadas de la década de 1920 por otros autores para ese pabellón: una con el escudo de Carlos V y otra con el escudo de Portugal.
Junto a ella hay una habitación más pequeña, conocida como sala Cantarera, que desde 2015 es empleada para exposiciones temporales.

#### Salón de los Tapices
Fue reconstruido totalmente en el siglo XVIII. La fachada de este salón es la fachada sur del patio del Crucero.
Está decorado con seis tapices de la conquista de Túnez por Carlos I, realizados en la década de 1730. En el siglo XVI se realizaron una serie de tapices flamencos en el taller de Willem de Pannemaker sobre la conquista de Túnez por Carlos I con cartones dibujados por Jan Cornelisz Vermeyen (que había estado presente en ese acontecimiento como pintor de la Corte) y Pieter Coecke van Aelst. En el siglo XVIII Zenón de Somodevilla y Bengoechea, marqués de la Ensenada, planeó la realización de nuevos tapices para evitar el desgaste producido por el uso continuo de los tapices flamencos del palacio madrileño. En 1732 la Real Fábrica de Tapices encargó a Jacobo Vandergoten el Joven la realización de estos tapices. Realizó este trabajo con la supervisión de Andrea Procaccini y de su discípulo Domenico Maria Sani. Fueron realizados con calcos de Jaime Alemán, que fue supervisado por Procaccini. De los 10 tapices producidos en la década de 1730 seis se encuentran en esta sala del Alcázar de Sevilla y los otros cuatro están en Madrid. Los que se encuentran en el Alcázar de Sevilla son: El mapa, Toma de La Goleta, Toma de Túnez, El ejército acampa en Rada y Reembarque de La Goleta.

## Jardines
Los jardines constituyen un elemento fundamental del Alcázar
Son los más antiguos de la ciudad y desde su creación han sufrido grandes alteraciones que han transformado su trazado primitivo. En la Baja Edad Media había configurado un Alcázar con edificios de distintas épocas, pequeños patios ajardinados y grandes huertas. Fueron reformados en el siglo XVI y a comienzos del siglo XVII, conservando como herencia musulmana el concepto de jardines compartimentados sin ninguna vinculación entre ellos, al igual que lo habitual de las fuentes bajas, los azulejos y los naranjos.
Las naranjas de estos jardines eran usadas para la elaboración de la mermelada que consumía Isabel II de Inglaterra.

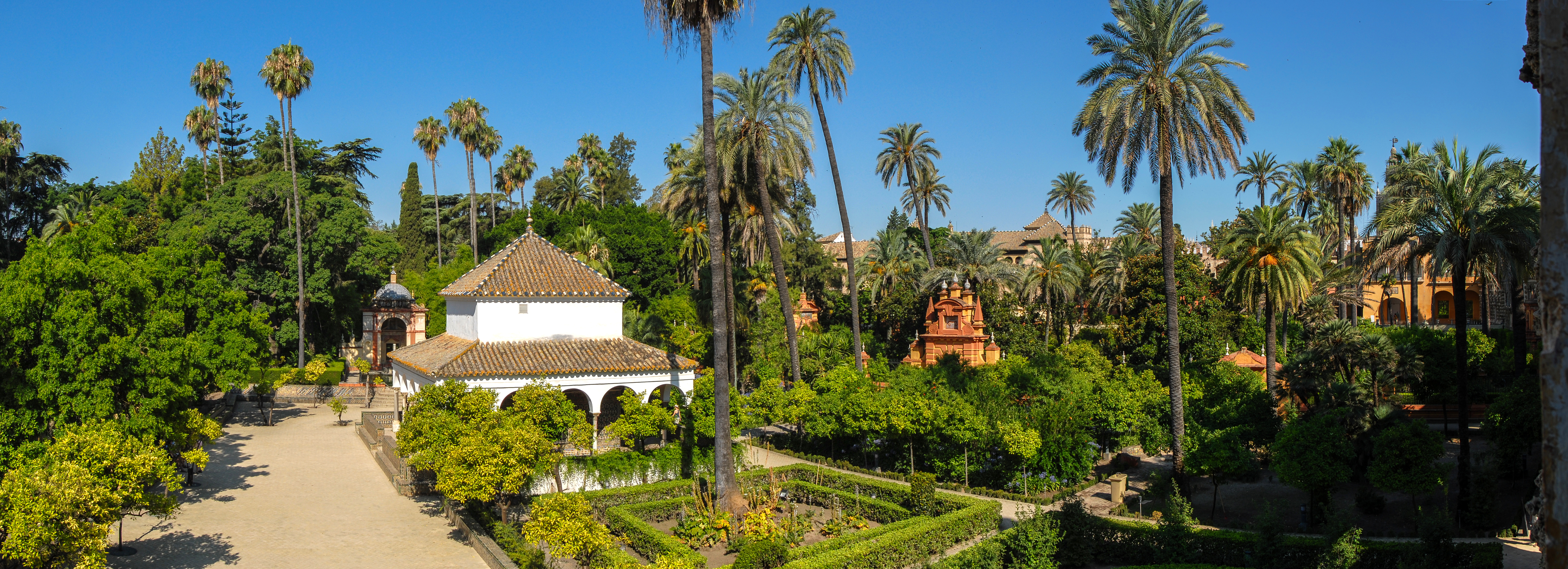
El lado oeste de los jardines desde un balcón de la galería del Grutesco.

Saliendo de los salones del palacio Gótico se accede al conocido como jardín de la China. Los arriates están separados con setos de mirto. En ellos hay plantados un falso pomelo. Este jardín se separó de la zona del estanque de Mercurio en el siglo XVI, durante el reinado de Felipe II.

### Estanque de Mercurio

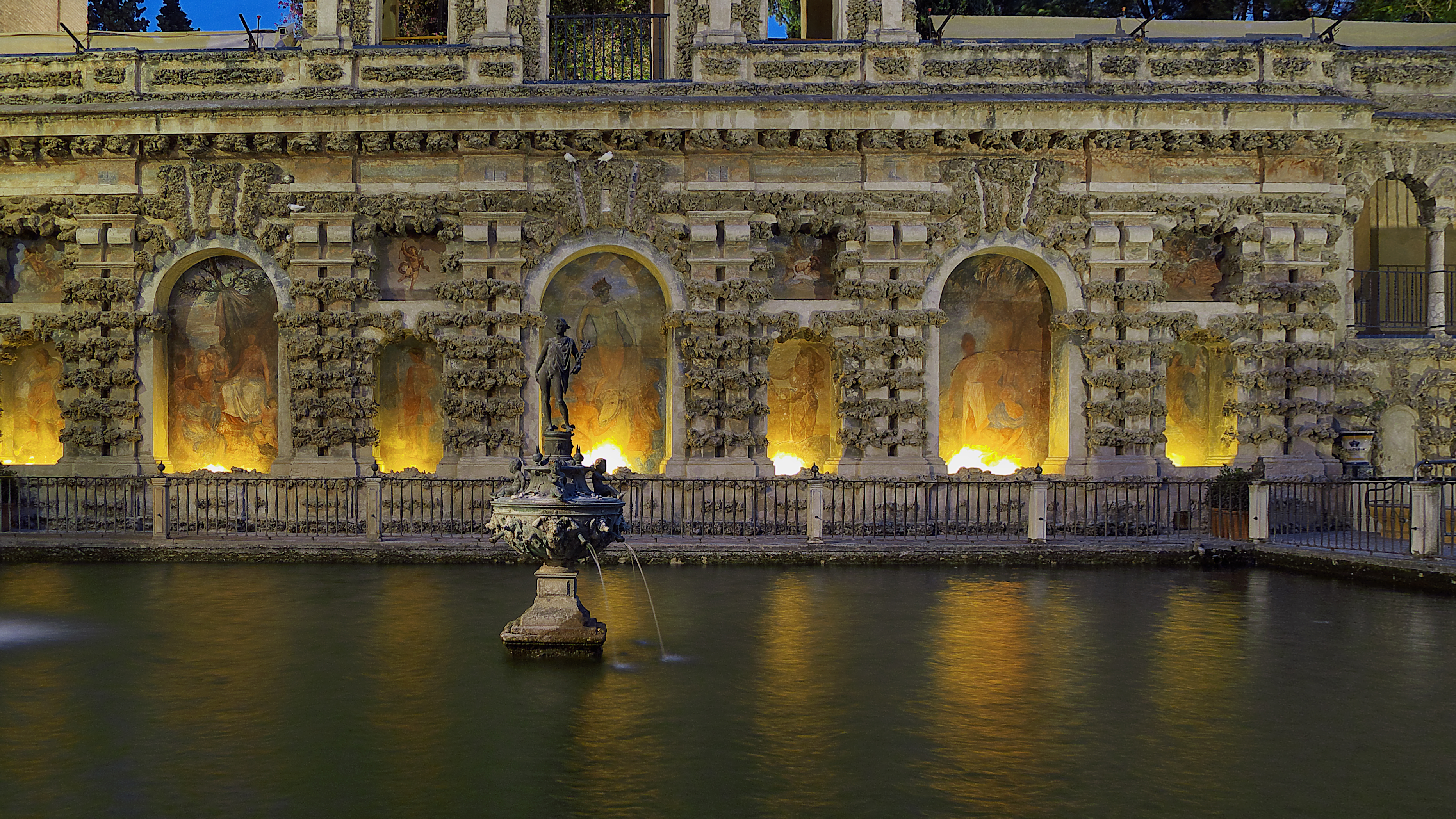
El estanque de Mercurio, con la estatua renacentista, y la galería del Grutesco al fondo.

El estanque de Mercurio es probable que se construyera en el periodo árabe como elemento de almacenamiento y regulación para el suministro de agua de toda la alcazaba.
En el centro de este estanque hay una estatua de bronce de 1576 del dios griego Mercurio, diseñada por Diego de Pesquera y fundida por Bartolomé Morel. De los mismos autores son la baranda que rodea el estanque, las figuras de leones sosteniendo escudos que hay en sus ángulos y las 18 bolas con remates piramidales que rodean el estanque.

### Galería de Grutesco

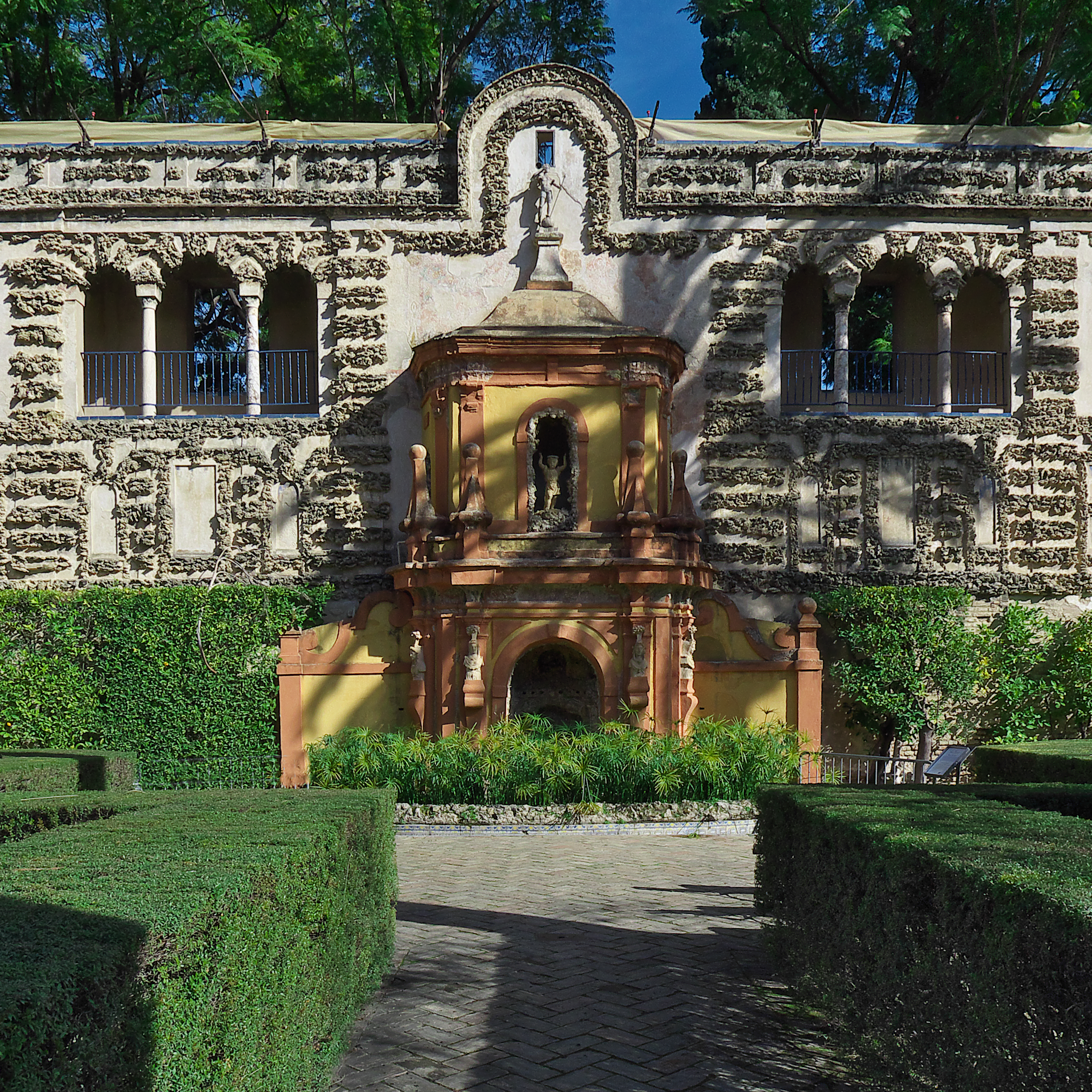
Órgano de agua, también llamada Fuente de la Fama en la galería del Grutesco.

Detrás del estanque de Mercurio se levanta un muro de 160 metros de largo que avanza en dirección noroeste-sureste por los jardines y que compartimenta la zona verde en dos áreas diferenciadas: a un lado los jardines primitivos y por el otro, la antigua zona de huertas que fue convertida también en jardines a finales del siglo XIX, en los que abundan los naranjos y limoneros.
El origen de esta construcción se encuentra en un antiguo lienzo de muralla almohade del siglo XII, que servía como defensa militar y de las inundaciones del río Tagarete. En 1612, el arquitecto Vermondo Resta transformó la muralla en la actual Galería de Grutescos decorada en una de las caras de la muralla. La ornamentación consistió básicamente en el revestimiento de los muros con hiladas de piedras diferentes, el enfoscado y la pintura entre las piedras, con imitaciones de mármoles y frescos realizados por Diego Esquivel de escenas mitológicas clásicas. Las transformaciones llegaron hasta el siglo XIX, cuando esta zona adquirió el aspecto que presenta actualmente. Esta muralla cuenta también con una galería superior visitable desde la que se tiene una espléndida visión.

### Jardín de la Danza

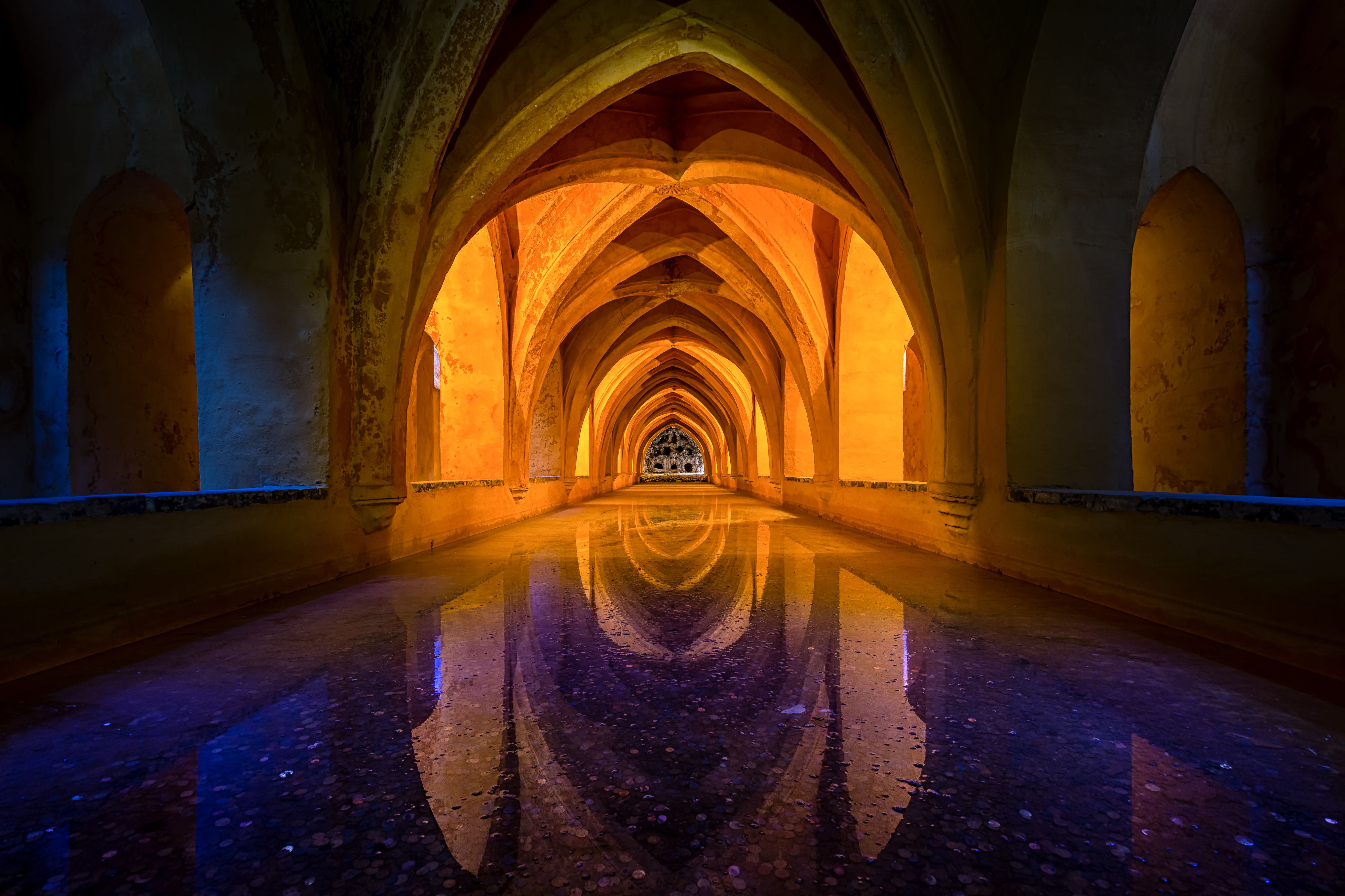
Baños de María Padilla. Se encuentran en una cámara subterránea debajo del patio del Crucero. Se accede a ellos por un pasaje en los jardines.

Bajando unas escaleras, junto al estanque de Mercurio, se encuentra el jardín de la Danza. Este jardín fue realizado en la década de 1570. Por un pasaje puede accederse a los baños de María Padilla, que son unos pasajes abovedados del siglo XII.
El nombre se debe a que en el siglo XVI había dos estatuas en las dos columnas que hay en la entrada que representaban un sátiro y una ninfa bailando. Estas estatuas fueron fotografiadas por última vez por Jean Laurent en el siglo XIX, pero en la actualidad se encuentran desaparecidas.
En el centro hay una fuente baja del siglo XVI.

### Jardín de Troya

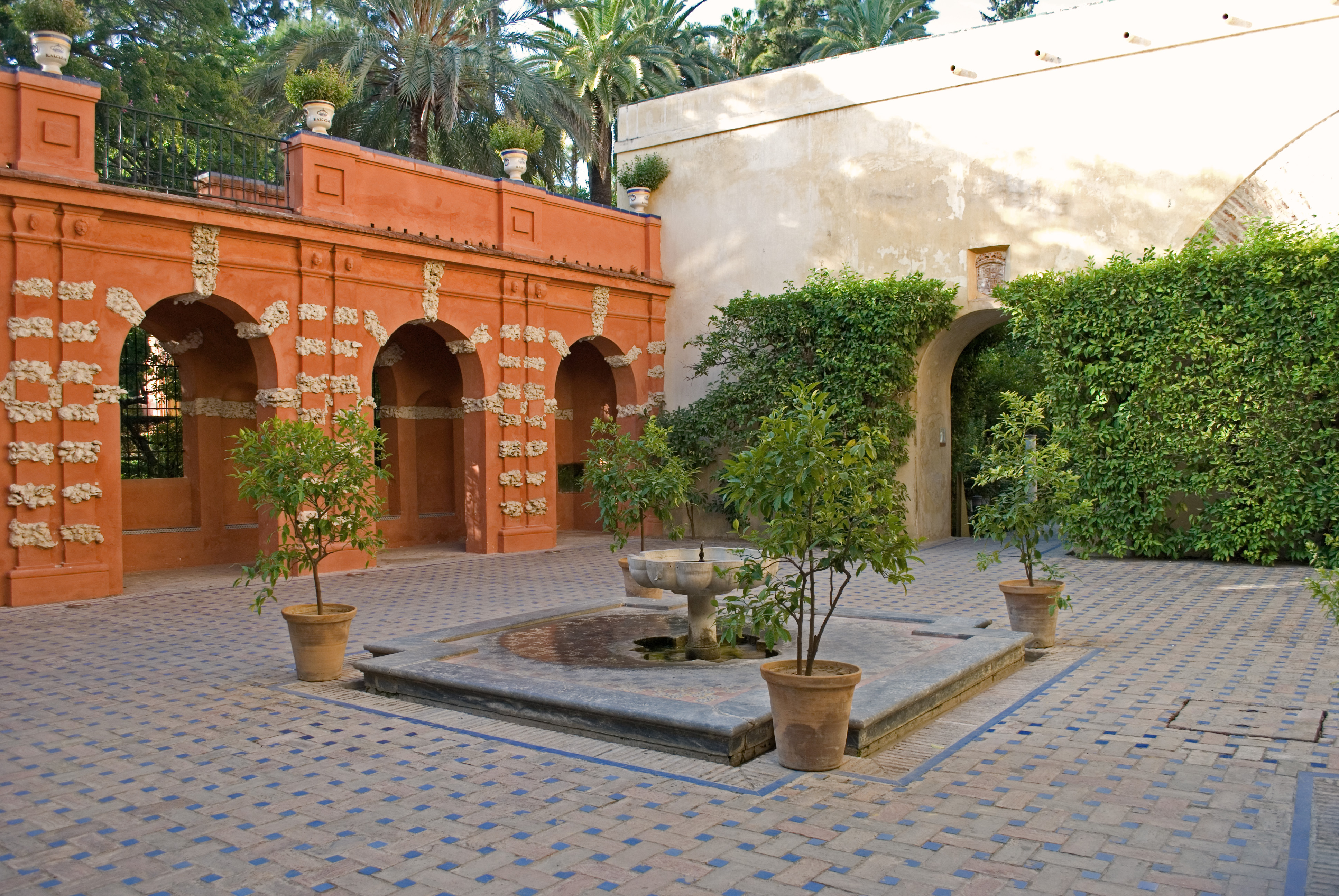
El jardín de Troya.

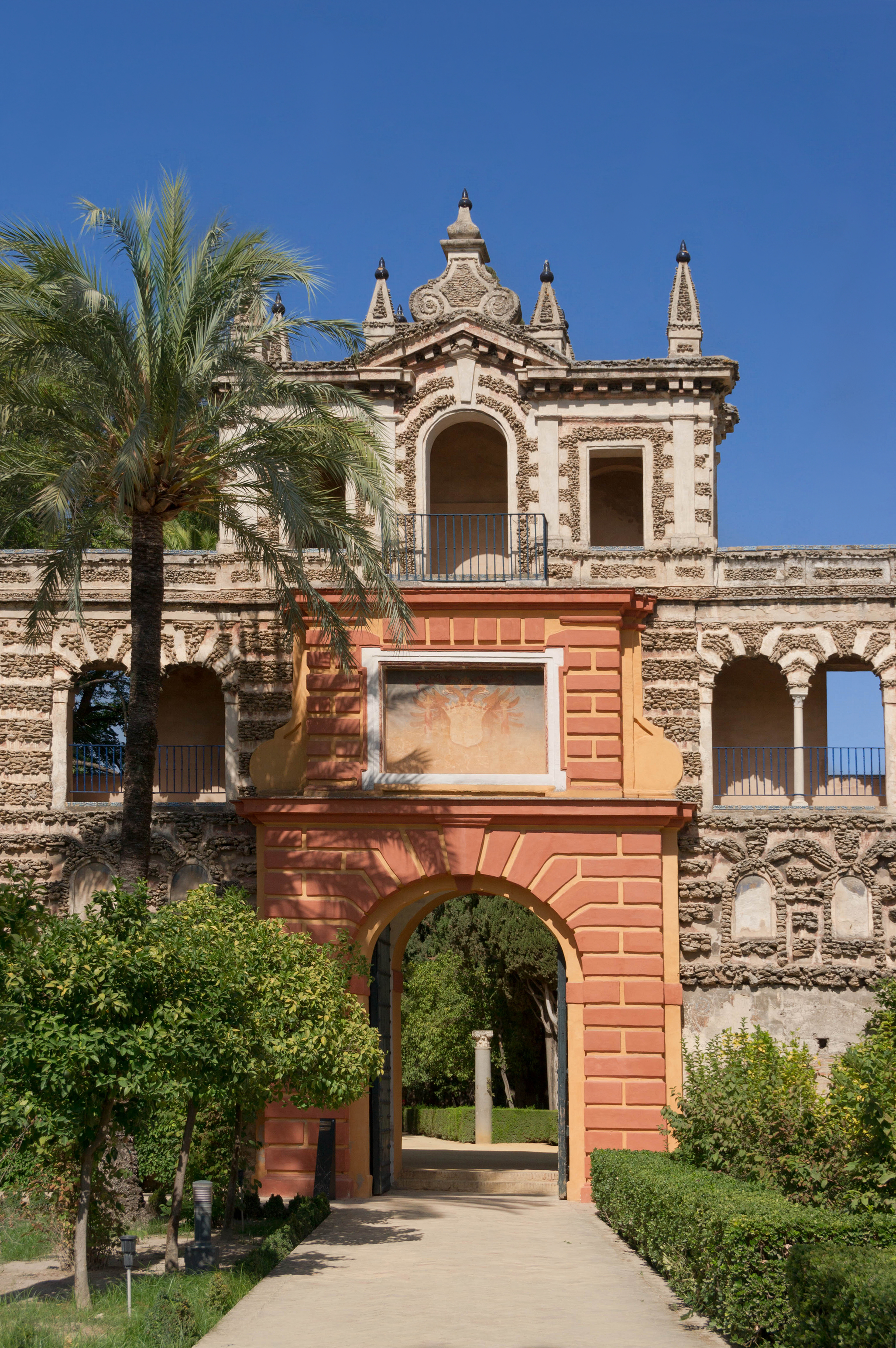
Puerta del Privilegio, que atraviesa la galería del Grutesco.

Se trata de un patio manierista ajardinado. En el lado sur hay una galería con arcos de medio punto y detalles grutescos en las columnas que fue realizada por Vermondo Resta en 1606.
En la primera planta del lado opuesto hay una galería con arcos de medio punto y columnas de mármol dóricas realizada por Lorenzo de Oviedo en la segunda mitad del siglo XVI. El suelo se colocó en 1599.
En el centro hay una fuente con una taza de mármol. La fuente fue colocada entre 1675 y 1759.

### Jardín de la Galera
Está comunicado con el jardín de Troya por un arco de medio punto y también por una escalinata con una estancia del palacio de Pedro I. Posee cuatro arriates con diversa vegetación. Hay una columna de mármol con una inscripción en homenaje a Al-Mutamid.

### Jardín de las Flores
En el centro hay un pequeño estanque rectangular. Están los restos de una pequeña gruta construida a finales del siglo XVI y que hoy alberga un busto de Carlos I.

### Jardín de la Cruz
Se accede a través del jardín de las Flores o del jardín de las Damas, atravesando la puerta de Hércules. La puerta recibe ese nombre porque tiene una pintura en el frontispicio que representa la lucha entre Hércules y Anteo.
En el centro del jardín hay un montículo con una fuente y un hueco en la parte inferior, que ha recibido el nombre de Gruta de las Sultanas.

### Jardín del Príncipe
Junto al jardín de las Flores se encuentra el jardín del Príncipe. Su nombre viene porque se puede acceder a él desde el cuarto del Príncipe, donde nació el príncipe Juan en el siglo XV. La fachada del fondo es obra de Lorenzo de Oviedo en el siglo XVI. En ella hay una planta baja con una galería con columnas de mármol que sostienen arcos de medio punto. Arriba hay una primera planta con ventanas y, sobre esta, una segunda planta con otra hilera de columnas y arcos de medio punto. Se trata de arquitectura manierista.
El jardín está dividido en cuatro por setos y tiene una fuente en su centro, realizada entre 1760 y 1770.

### Jardín de las Damas

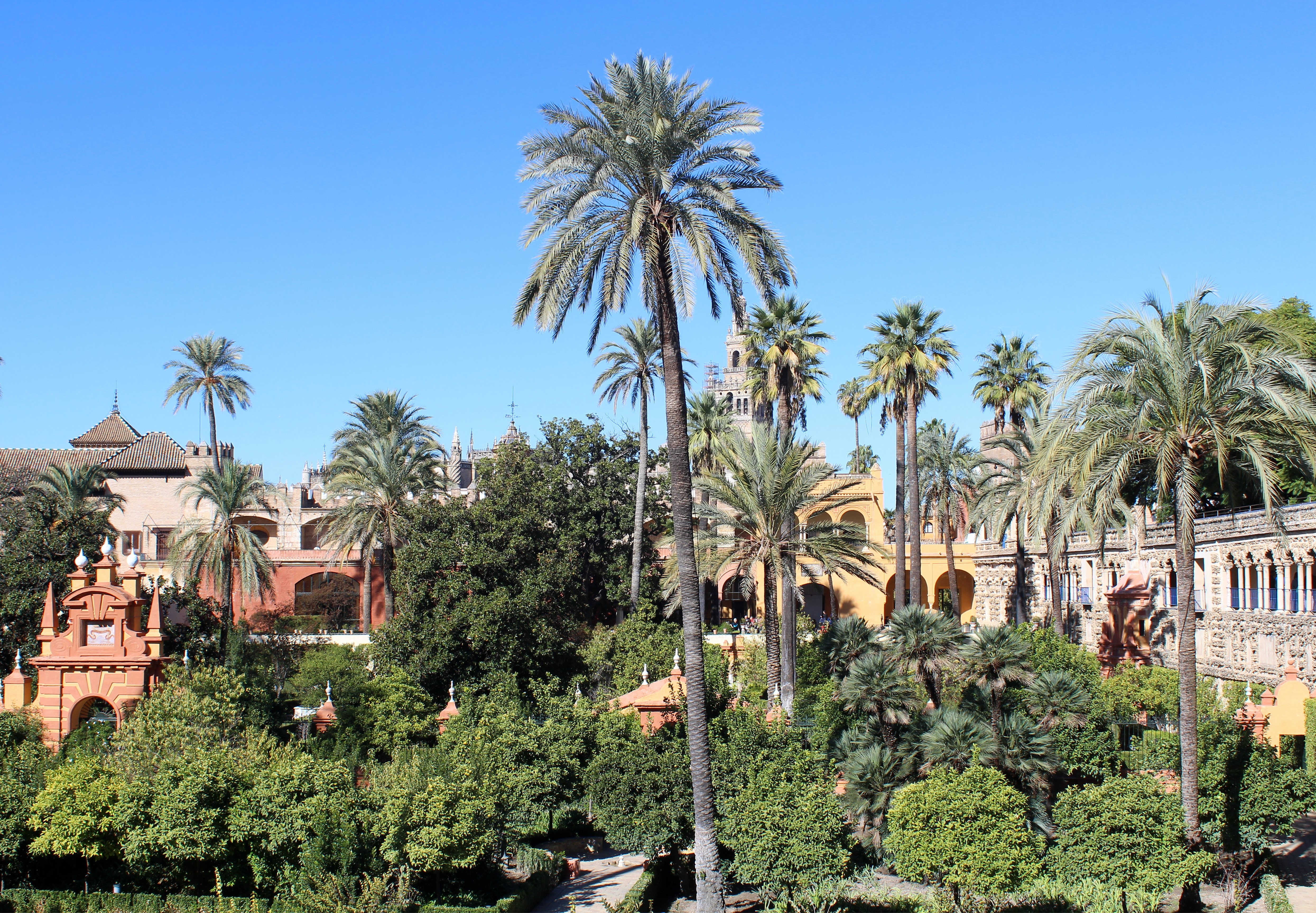
Jardín de las Damas.

El jardín de las Damas se hizo en 1526, con motivo de la boda de Carlos I e Isabel de Portugal. A principios del siglo XVII se amplió y rediseñó, por el arquitecto milanés Vermondo Resta, en dirección a la antigua huerta de la Alcoba. El jardín linda en el este con la Galería de Grutesco, con su monumental Fuente de la Fama. Es la única fuente de este estilo que queda en España. Se trata de una representación alegórica de la fama, cuyo mecanismo hidráulico ha sido recientemente restaurando. Produce notas musicales en los tubos de un órgano cada hora en punto al pasar el agua a través de ellos. En el siglo XVIII se hicieron con setos de boj los escudos heráldicos españoles. El jardín se dibujó como un gran rectángulo dividido en ocho compartimentos a lo Vignola, delimitados con setos de mirto y bonetero. Mientras que las fuentes de los paseos laterales son bajas y muy cercanas al suelo, la fuente central es de proporciones monumentales y coronada por una estatua de bronce de Neptuno realizada al estilo de Giovanni de Bolonia.

### Pabellón de Carlos V

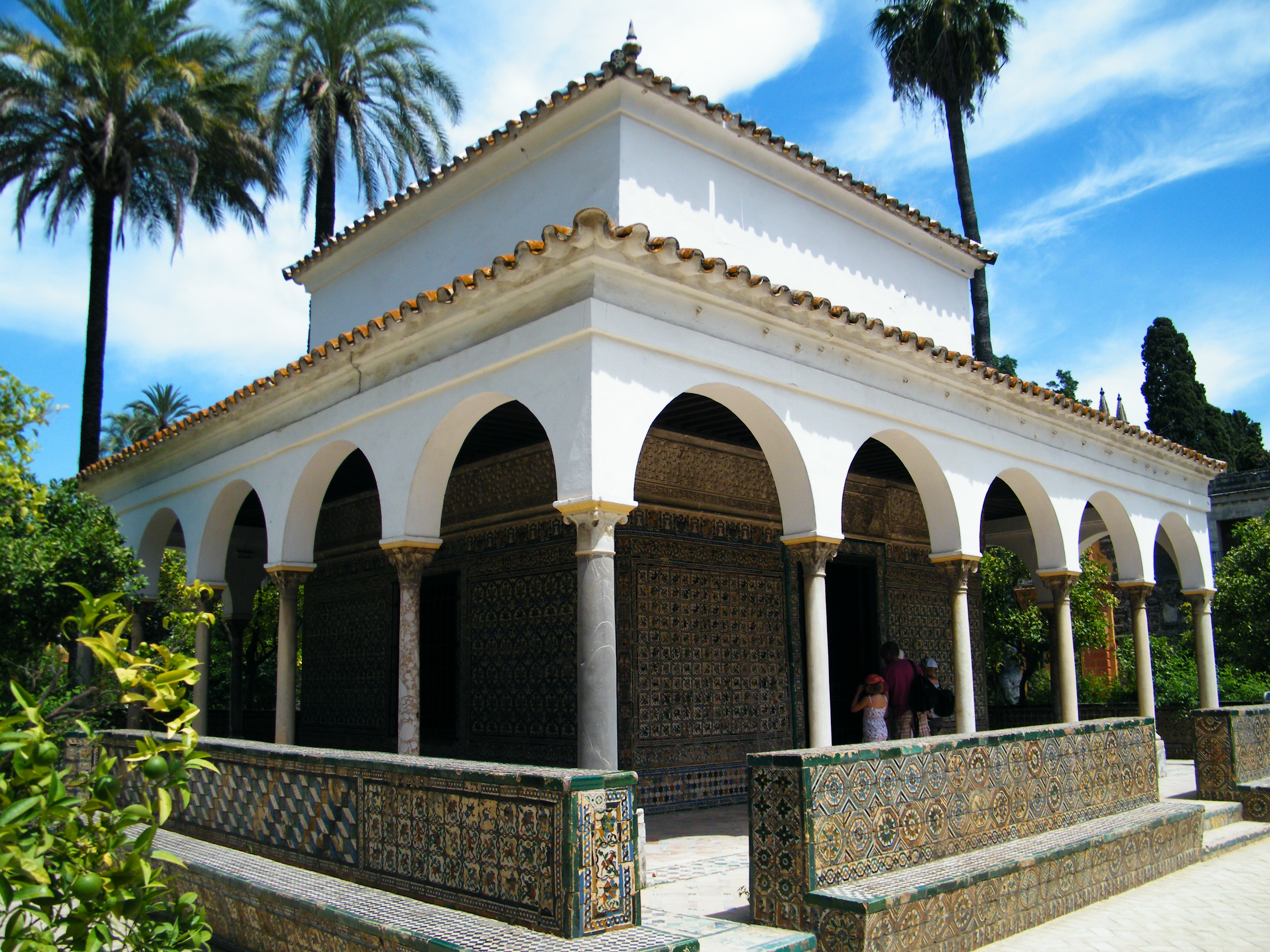
El pabellón de Carlos V, en los jardines.

El pabellón de Carlos V fue construido entre 1543 y 1546 por Juan Fernández. Es de estilo mudéjar. Tiene planta cuadrada. En el interior hay una bóveda semiesférica. Todos sus muros, tanto interiores como exteriores, así como sus bancos, están cubiertos de azulejos del siglo XVI realizados por Juan Polido y su padre Diego Polido. El exterior está rodeado de cuatro galerías porticadas con arcos de medio punto apoyados sobre columnas de mármol.

### Laberinto
En donde está el jardín de Troya hubo un laberinto hasta finales que se puso un suelo en 1599. En el jardín de la Cruz del Alcázar se situó posteriormente un laberinto de setos que fue destruido en 1910. En 1914 el marqués de la Vega-Inclán, comisario regio de Turismo, decidió construir uno nuevo al sur del Pabellón de Carlos V, basándose en el plano que hay en el suelo de dicho pabellón.

### Cenador del León
Diego Martín de Orejuela construyó dos cenadores en el siglo XVII. Estos fueron el cenador Ochavado, desaparecido en la actualidad, y el cenador del León, que se conserva. El cenador del León se construyó entre 1644 y 1645. Hay una estancia de planta cuadrada a la que se accede por un arco de medio punto. En los tres flancos restantes hay ventanas insertas en ornacinas. Esta estancia está cubierta por una cúpula con azulejos en el exterior. En frente hay una fuente con un león, de procedencia desconocida.

### Jardín Inglés

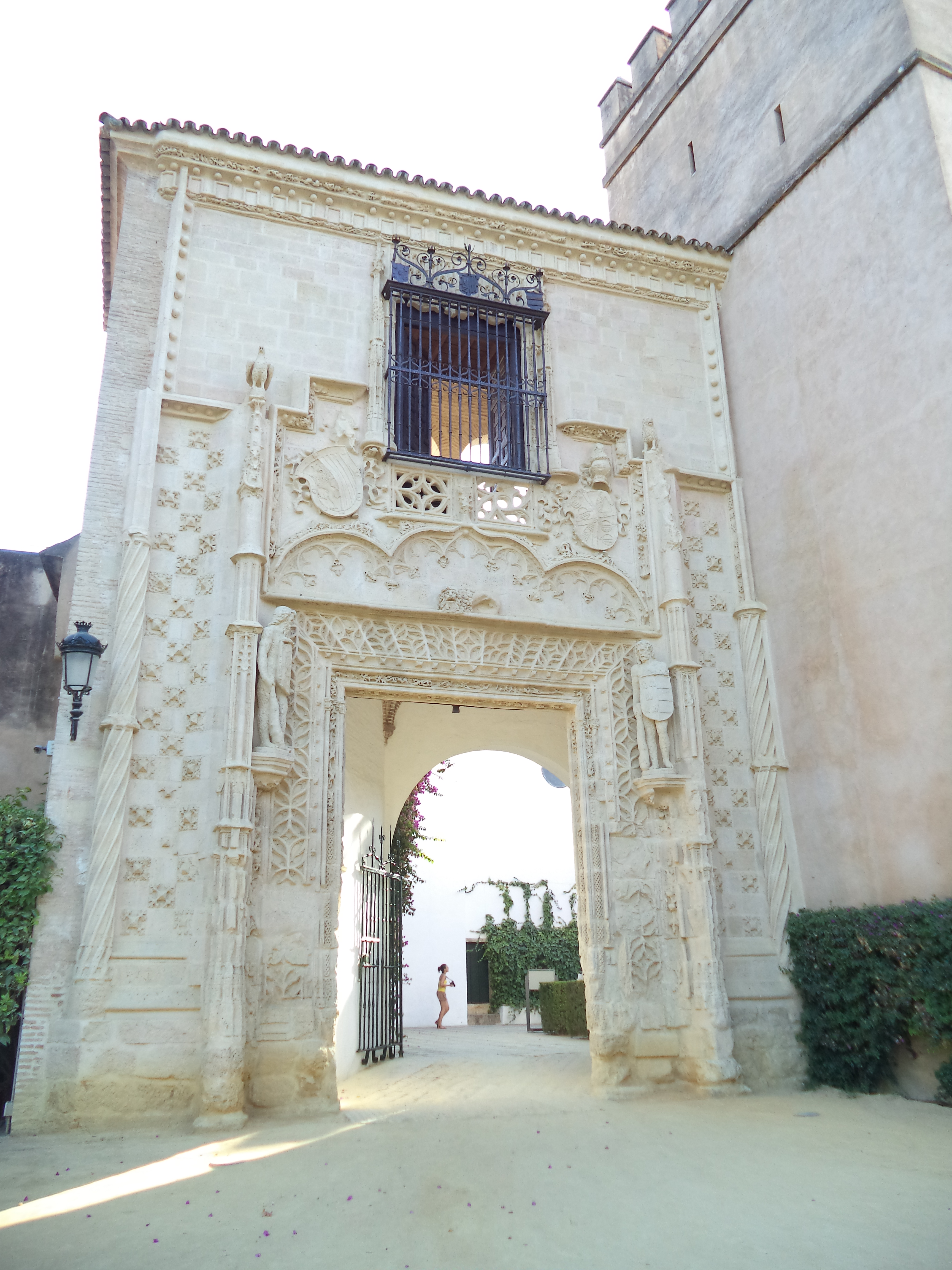
Puerta de Marchena.

Esta zona se encuentra dentro de los muros del Alcázar desde la ampliación almohade del siglo XII que se hizo en dirección a la actual calle San Fernando. Hasta el siglo XX esta zona había seguido siendo un espacio agrario, de origen medieval, conocido como huerta de la Alcoba. El espacio actual, que imita el estilo de los jardines ingleses, es de una reforma de 1927. El jardín fue creado por una petición de Victoria Eugenia de Battenberg al comisario regio de Turismo, el marqués de la Vega-Inclán.
En 2008 se encontraron en esta zona restos arqueológicos romanos, visigodos y de tres casas almohades.

### Jardín del Marqués de la Vega-Inclán
Desde el jardín de la China se puede acceder al jardín del Marqués de la Vega-Inclán. La entrada hacia el jardín de la China es la puerta de Marchena, del siglo XV, trasladada a este lugar en 1913 por el entonces conservador del Alcázar, el marqués de la Vega-Inclán. Esta portada gótica fue adquirida por Alfonso XIII en una subasta de bienes de la Casa de Osuna y provenía de un palacio abandonado de los duques de Arcos en la localidad de Marchena.
Todo este jardín se creó a comienzos del siglo XX. Fue la antigua huerta del Retiro, que se extendía hasta el cercano paseo de Catalina de  Ribera. En la actualidad es un jardín de calles paralelas y perpendiculares decorado con diversas especies vegetales y fuentes.

### Jardín de los Poetas

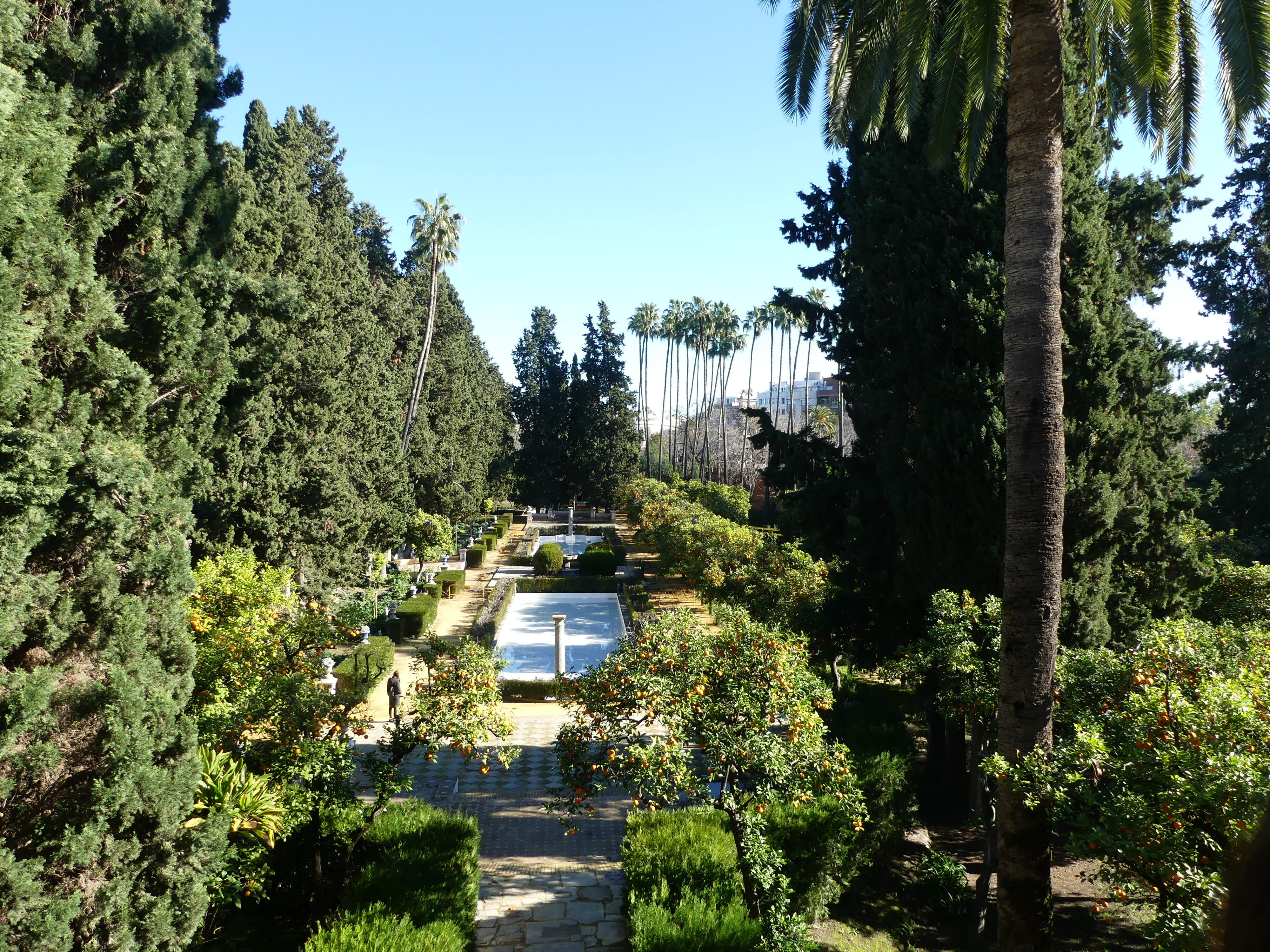
Jardín de los Poetas.

Fue realizado entre 1956 y 1958 por el entonces conservador, Joaquín Romero Murube. Tiene dos grandes estanques y recrea tipológicamente el jardín sevillano, síntesis de influencias islámicas, renacentistas y románticas.

## Apeadero y patio de Banderas

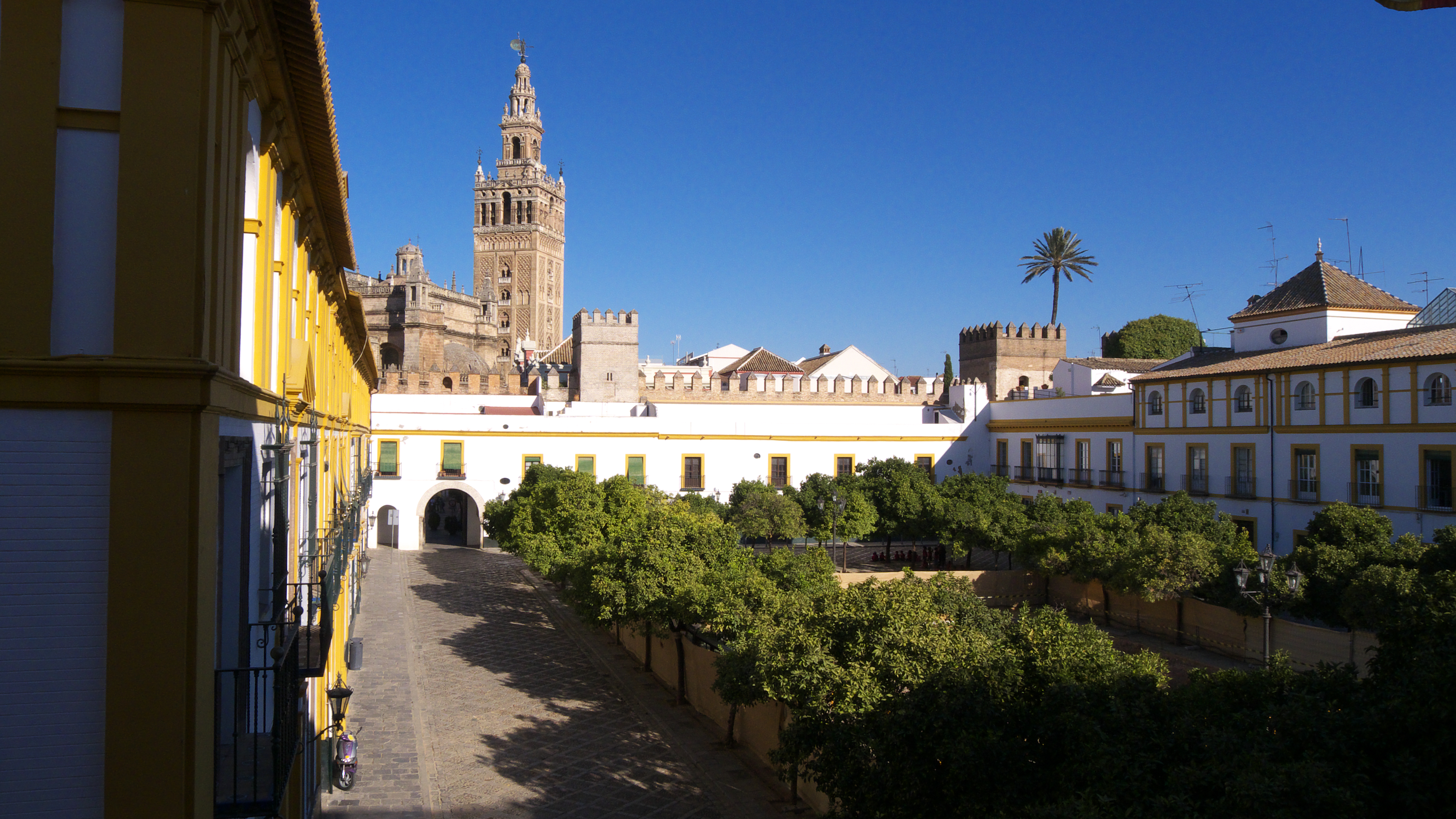
El patio de Banderas.

En un edificio del patio de Banderas, el número 8, se han encontrado restos del palacio del rey poeta Al-Mutamid.
En la puerta de la muralla que da acceso al patio de Banderas desde la plaza del Triunfo, hay un retablo, con la Inmaculada Concepción, del último tercio del siglo XVII.
En el patio de Banderas se encuentra la puerta del Apeadero del Alcázar. El Apeadero es un vestíbulo rectangular con columnas. Fue realizado en el siglo XVII por Felipe III. Fue diseñado por el arquitecto Vermondo Resta y realizado por el albañil Pedro Martín, el carpintero Alonso Durán y el cantero Diego de Carballo en 1609. La portada, de estilo manierista, fue diseñada por Vermondo Resta y realizada Diego de Carballo en 1607. Felipe V situó aquí la Real Armería. Para ello, la sala fue reformada por Ignacio de Sala y Juan Vergel en 1729. En la portada se añadió un escudo real. En el Apeadero hay un retablo del último tercio del siglo XVII que muestra la presentación de la Virgen María en el Templo de Jerusalén.

## En la pintura

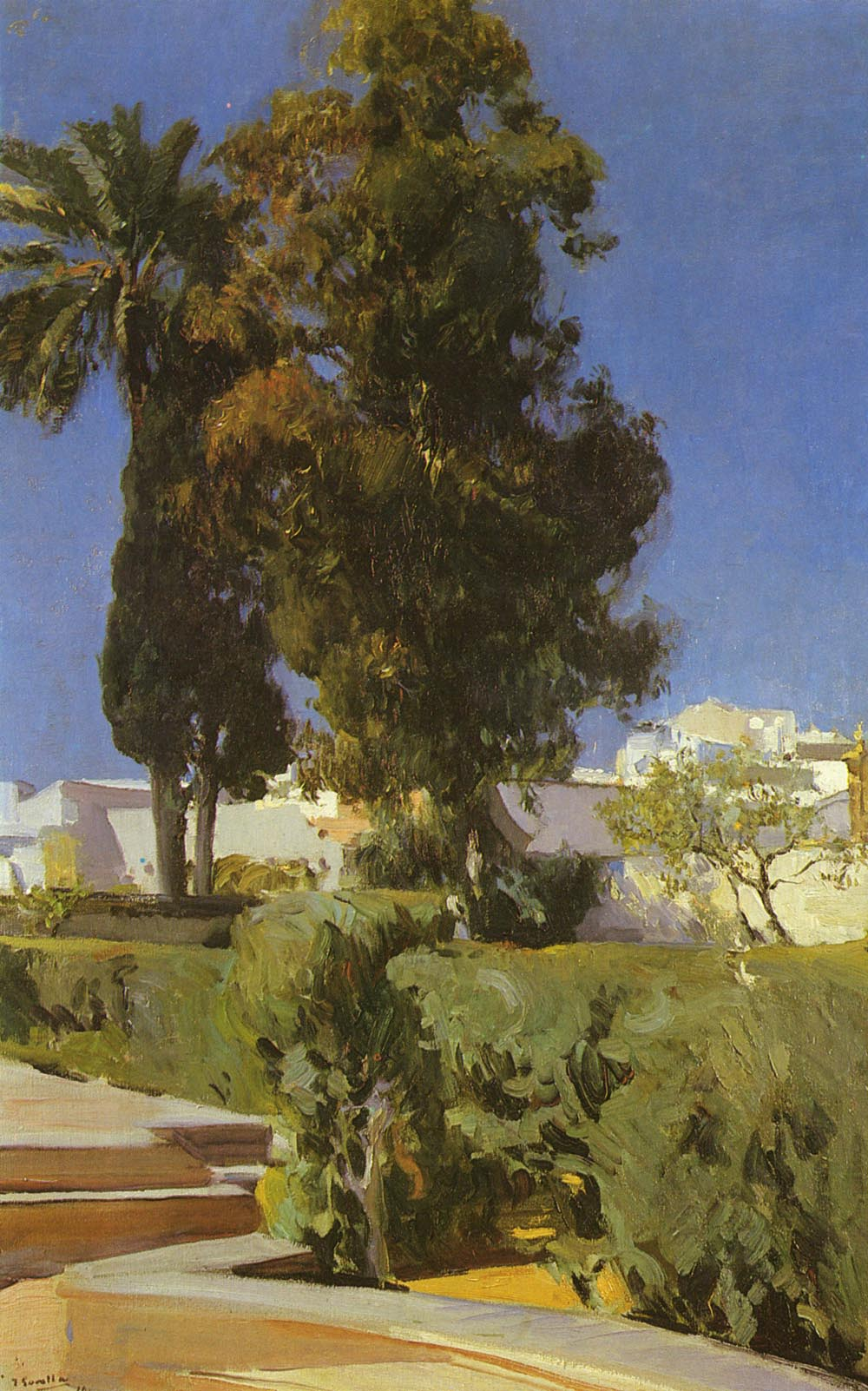
Jardines del Alcázar. Joaquín Sorolla, 1910. Centro Getty de Los Ángeles.

En 1849 Joaquín Domínguez Bécquer realizó un retrato de la infanta María Luisa con su primogénita en brazos en los jardines del Alcázar. Esta obra se encuentra en una colección particular en Sanlúcar de Barrameda. Este mismo autor pintó, en 1854, a un niño jugando con un perro en los jardines del Alcázar. Esta obra se encuentra en una colección particular de Sevilla. Finalmente, en 1857 este pintor realizó un cuadro del Patio de las Muñecas que se encuentra en el Museo Meadows de Dallas y otro del Patio de las Doncellas que se encuentra en una colección particular de Sevilla.
En 1851 Alfred Dehodencq pintó Un baile de gitanos en los jardines del Alcázar, delante del pabellón de Carlos V, que se encuentra en el Museo Thyssen de Málaga.
En 1868 Raimundo Madrazo pintó El pabellón de Carlos V en el Alcázar de Sevilla. Este cuadro se encuentra en el Museo del Prado de Madrid.
En 1872 Manuel Wssel de Guimbarda pintó la obra Escena costumbrista en el Alcázar de Sevilla, que está en el Museo Thyssen de Málaga.
En torno a 1880 Emilio Sánchez Perrier pintó su cuadro Jardines del Alcázar de Sevilla.
Joaquín Sorolla pintó diversos cuadros en los jardines del Alcázar. En 1908 pintó el cuadro Palacio de Carlos V, Alcázar de Sevilla (que se encuentra en una colección particular). En 1910 pintó La alberca, Antiguo jardín del Alcázar de Sevilla, Rincón de grutesco del Alcázar de Sevilla, y Patio del rey don Pedro, que se encuentran en el Museo Sorolla de Madrid, y Jardines del Alcázar que se encuentra en el Centro Getty de Los Ángeles.
Gustavo Bacarisas pintó un cuadro del jardín de Troya a comienzos del siglo XX.
En 1921 Manuel García Rodríguez pintó un cuadro de los jardines del Alcázar que se conserva en el Museo Bellver de Sevilla. Entre 1920 y 1925 Manuel García pintó Jardines del Alcázar, Sevilla, que se conserva en el Museo Thyssen de Málaga. En ambos cuadros aparece la puerta de Marchena.

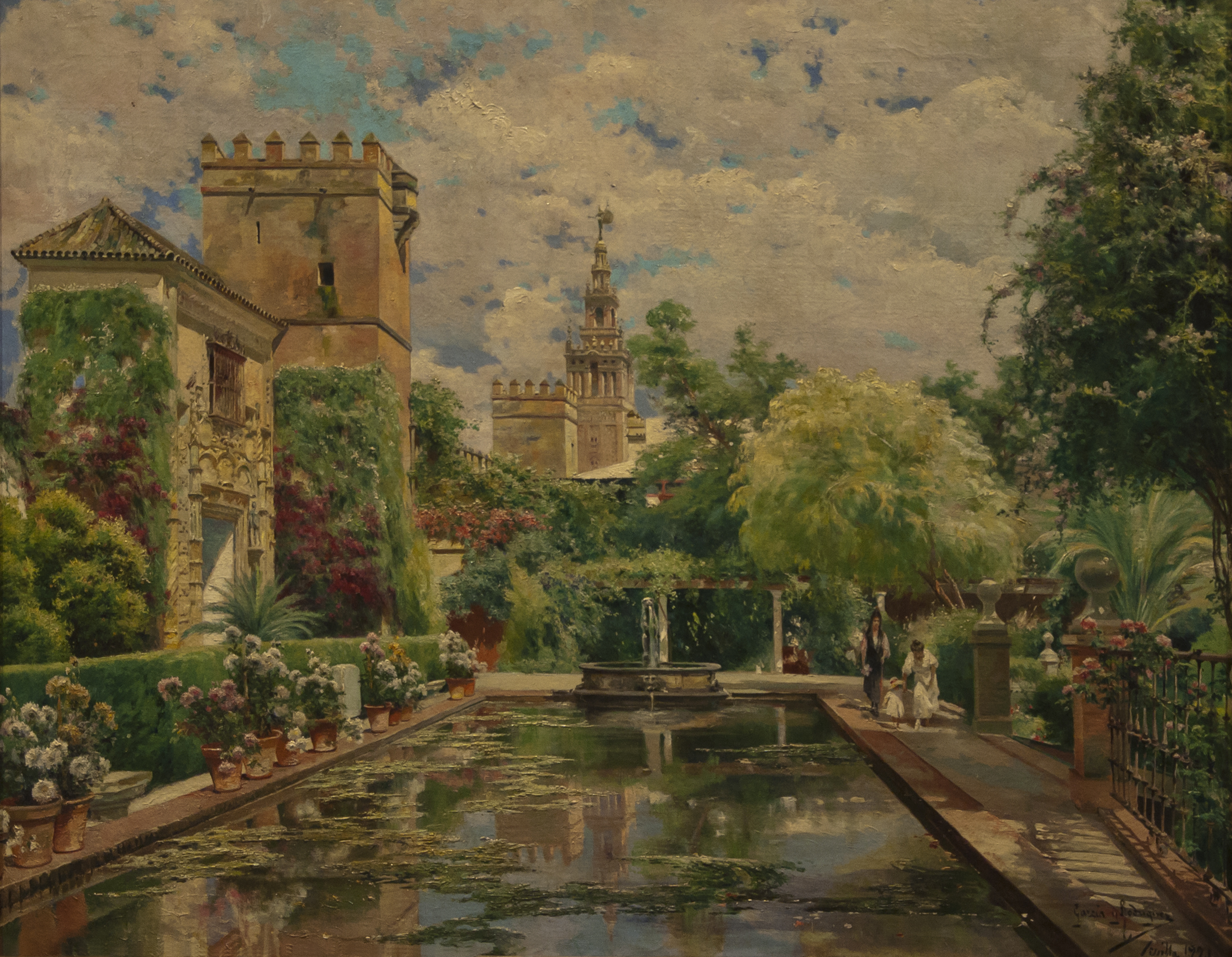
Cuadro de Manuel García Rodríguez. 1921. Museo Bellver. Sevilla.

## En el cine y la televisión
El Alcázar ha sido escenario, donde se han rodado las siguientes películas y series de televisión:
- ¿Dónde vas, Alfonso XII? (1958).
- La femme et le pantin (1958, Francia).[181]
- Lawrence de Arabia (1962).[182]
- El viento y el león (1971).[183]
- 1492: la conquista del paraíso (1992).
- El reino de los cielos (2004).[184]
- Noche y Día (2010).
- Juego de Tronos (5.ª y 6.ª temporada, HBO, 2015-2016).[185]
- The White Princess (2017).[186]
- Emerald City (2017)
- La peste (2018).
- Warrior Nun (2020).[187]